# Zollikerberg

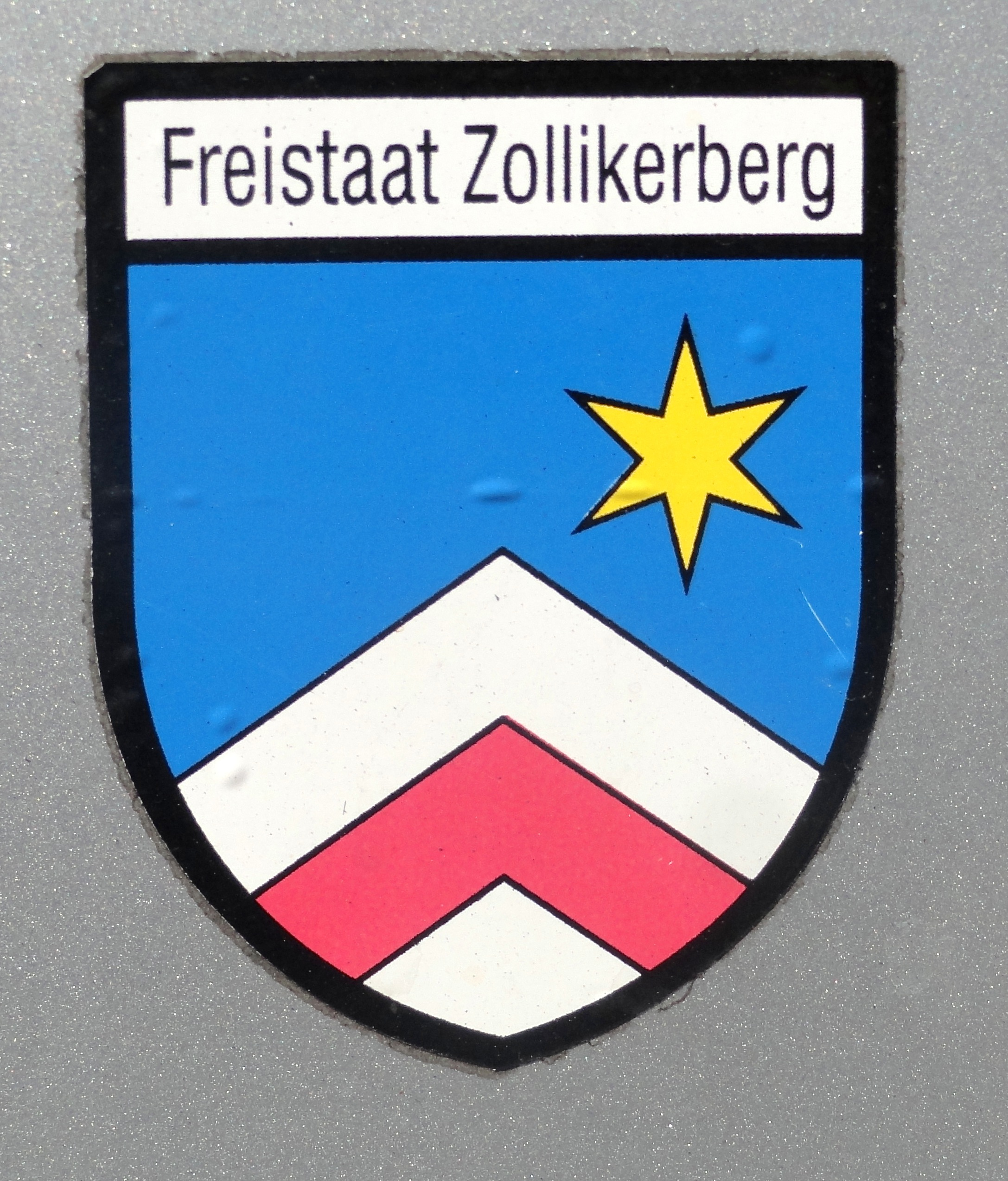
Inoffizielles Wappen des Zollikerbergs

Der Zollikerberg (zürichdeutsch Zolikerbèèrg oder im Bèèrg) ist der östliche, höher gelegene Dorfteil der Gemeinde Zollikon im Schweizer Kanton Zürich. Er ist vom eigentlichen Dorf durch einen Höhenrücken und einen breiten Waldgürtel getrennt. Einen Berg namens Zollikerberg gibt es nicht, der Namensbestandteil «-berg» ist hier im Sinne desjenigen Teils der Gemeinde zu verstehen, der über dem Ort liegt.

## Geographie
Der 1841 erstmals unter diesem Namen erwähnte Zollikerberg bezeichnet ein eher flaches, nicht zum Zürichsee abfallendes Gebiet an der Westflanke des Pfannenstiels. Es handelt sich um eine Mulde, die im westlichen Teil gegen Norden steil zum Wehrenbach abfällt. Der Ort liegt auf rund 600 Meter Höhe. Der die Mulde gegen Süden und Westen vom See abtrennende Höhenzug erreicht am Feufbüel eine Höhe von 636 Meter und weiter östlich in Isleren 673 Meter. Die Trichterhauser Mühle liegt auf rund 560 Meter Höhe.
Der Zollikerberg grenzt im Norden und Nordwesten an die Stadt Zürich, an Maur im Nordosten, Zumikon im Osten und an Küsnacht im Süden. Die Grenze nach Zürich verläuft über weite Strecken dem Wehrenbach entlang, auf dessen anderen Seite Witikon liegt.

## Siedlungsentwicklung
Die ältesten Siedlungen sind wohl der Hof in der Unterhueb, das ehemalige Trichtenhusen und der Wilhof. Später kamen die Oberhueb, der Sennhof und der Sonnengarten dazu. Als Einzelsiedlung stand schon früh die Trichtenhauser Mühle im Tobel des Wehrenbachs.
Eine vermehrte bauliche Entwicklung setzte im Berg erst in den 1920er und 1930er Jahren ein, als das Gebiet durch die Forchbahn erschlossen wurde und an längs der Forchstrasse angelegten Strassenzügen neue Quartiere entstanden. Zu einem eigentlichen Bauboom kam es nach dem Zweiten Weltkrieg. Heute leben im Zollikerberg rund 6000 Personen, etwa gleich viel wie im Dorf am See.
Der Zollikerberg ist der Sitz des Diakoniewerks Neumünster. Ein Unternehmen des Diakoniewerks ist das Spital Zollikerberg mit seinen 180 Betten und rund 1100 Mitarbeitern. Es bietet neben einer 24-Stunden-Notfallstation unter anderem Innere Medizin, Chirurgie, Orthopädie, eine Frauenklinik mit Brustkrebsbehandlung, Gynäkologie, Geburtshilfe, Neonatologie und Kindermedizin und Plastische Chirurgie. Es besteht an diesem Standort seit 1933.

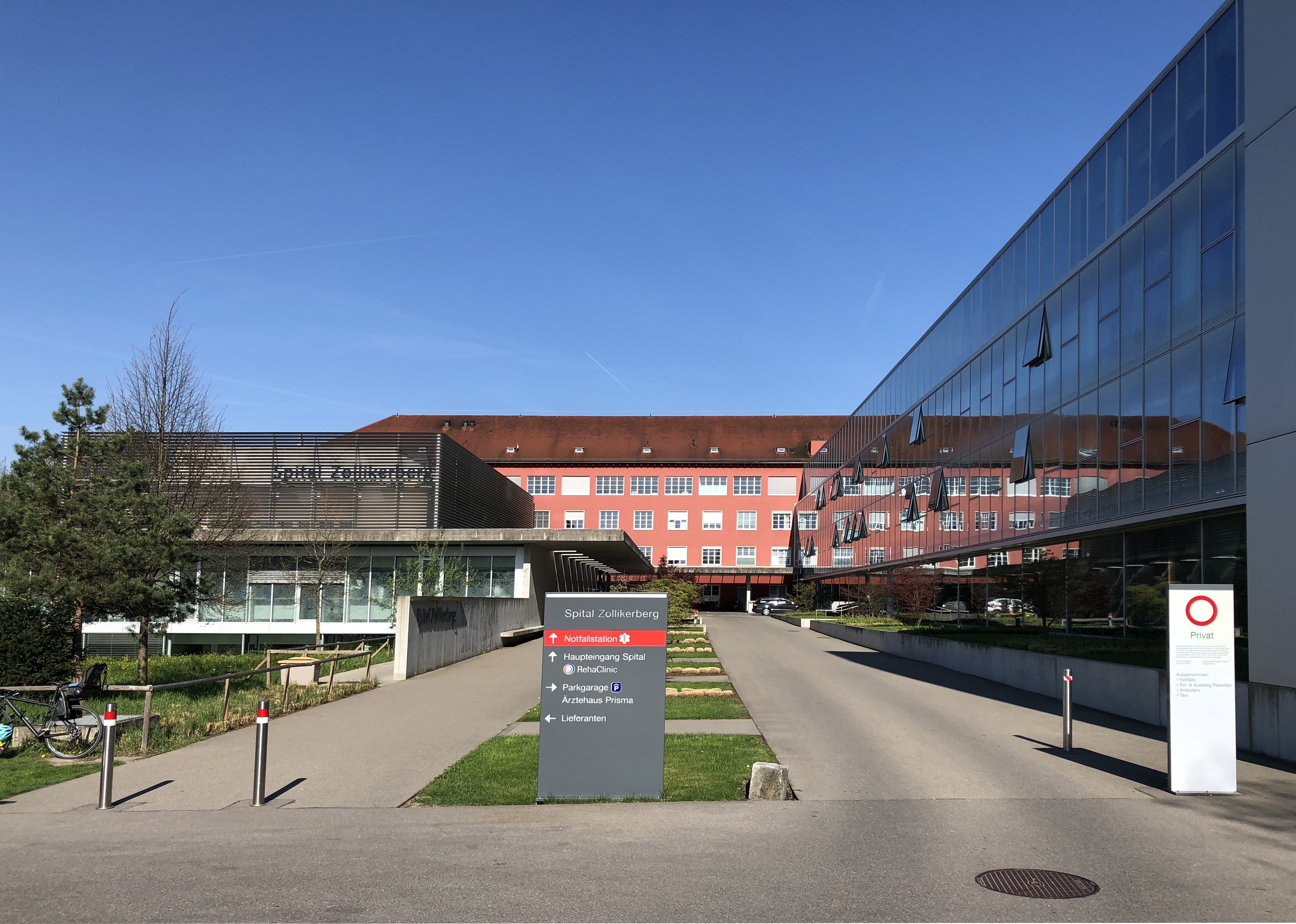
Spital Zollikerberg
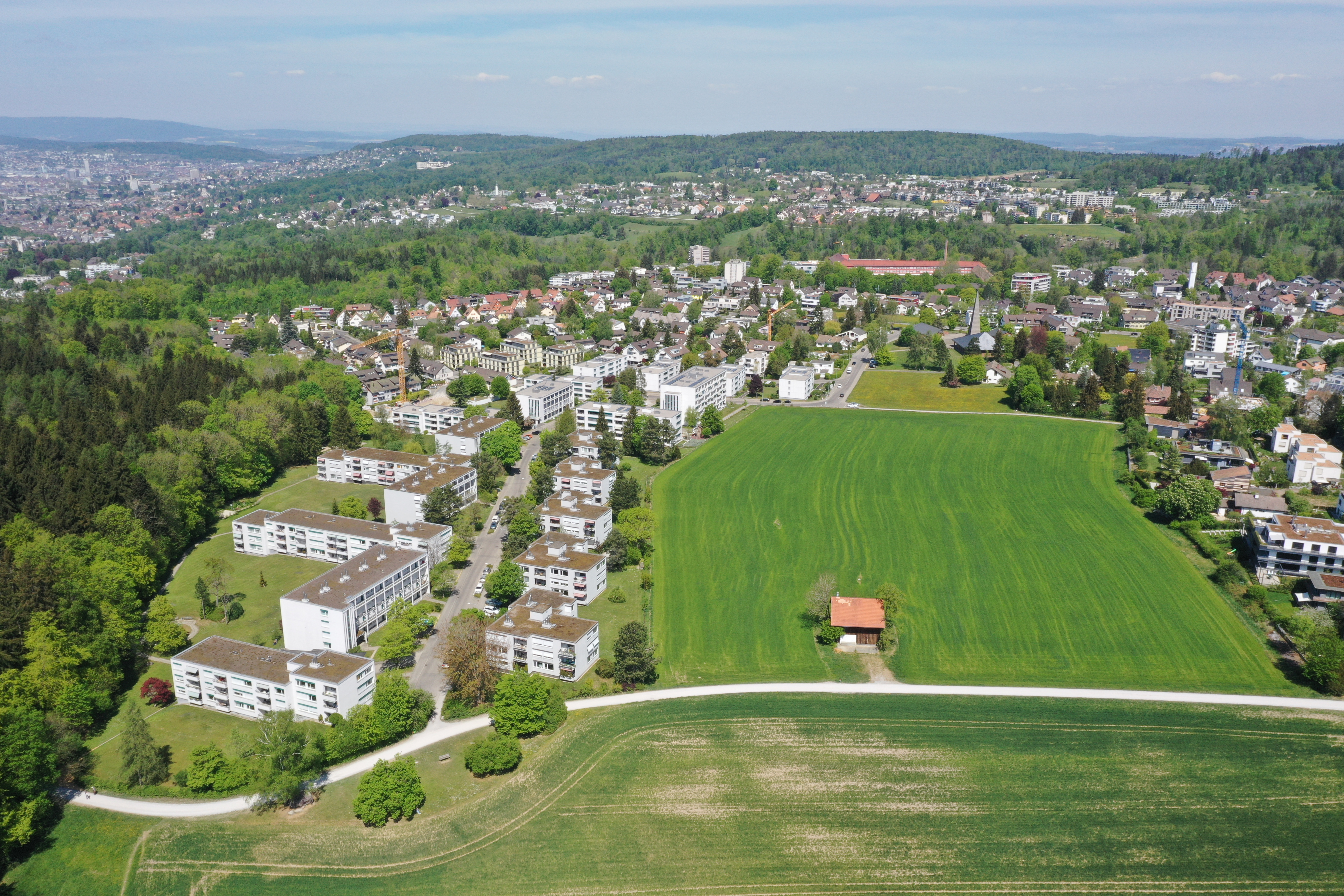
Siedlung «Im Ahorn»
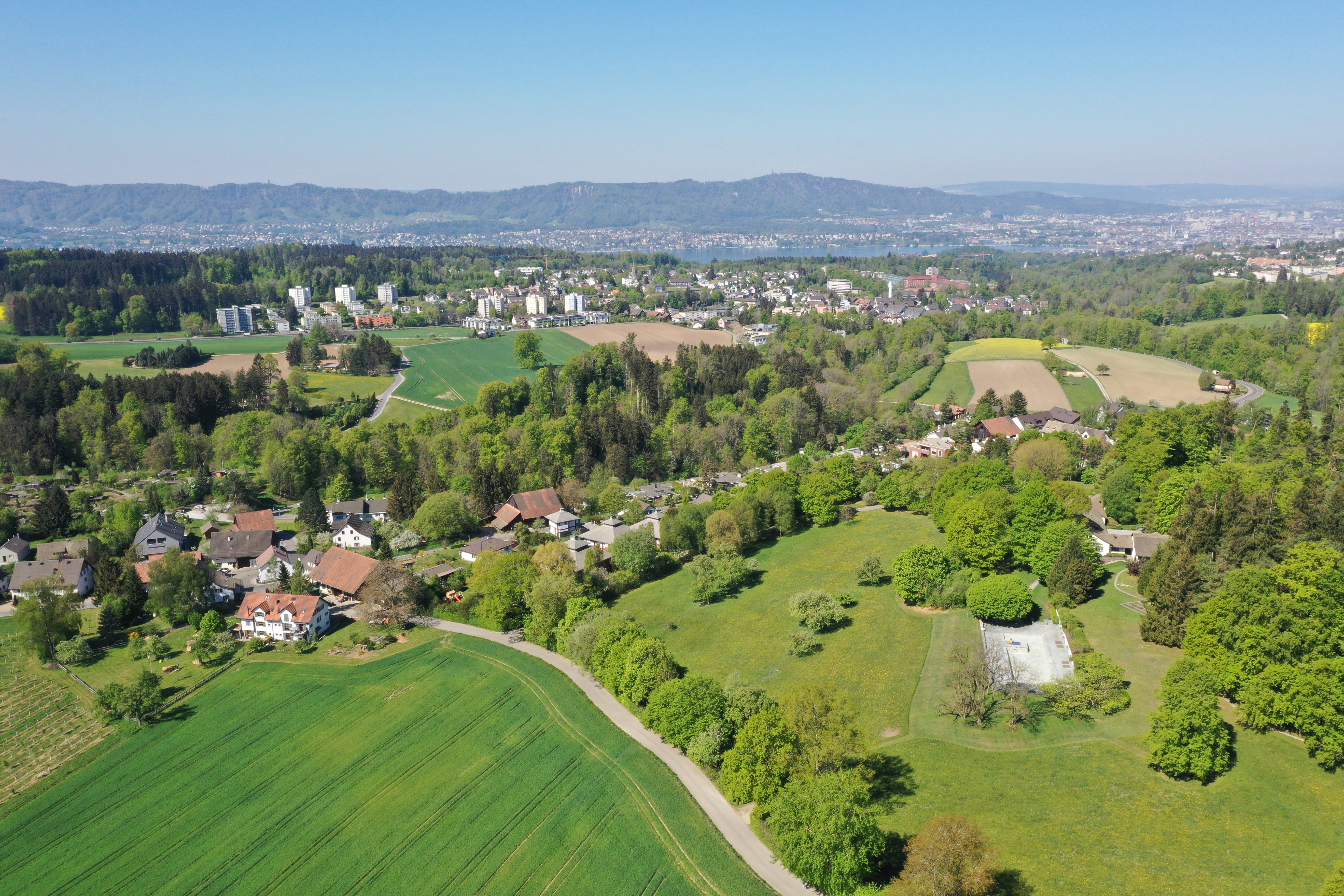
Gemeindeteile Oberhub (links) und Sennhof (rechts)
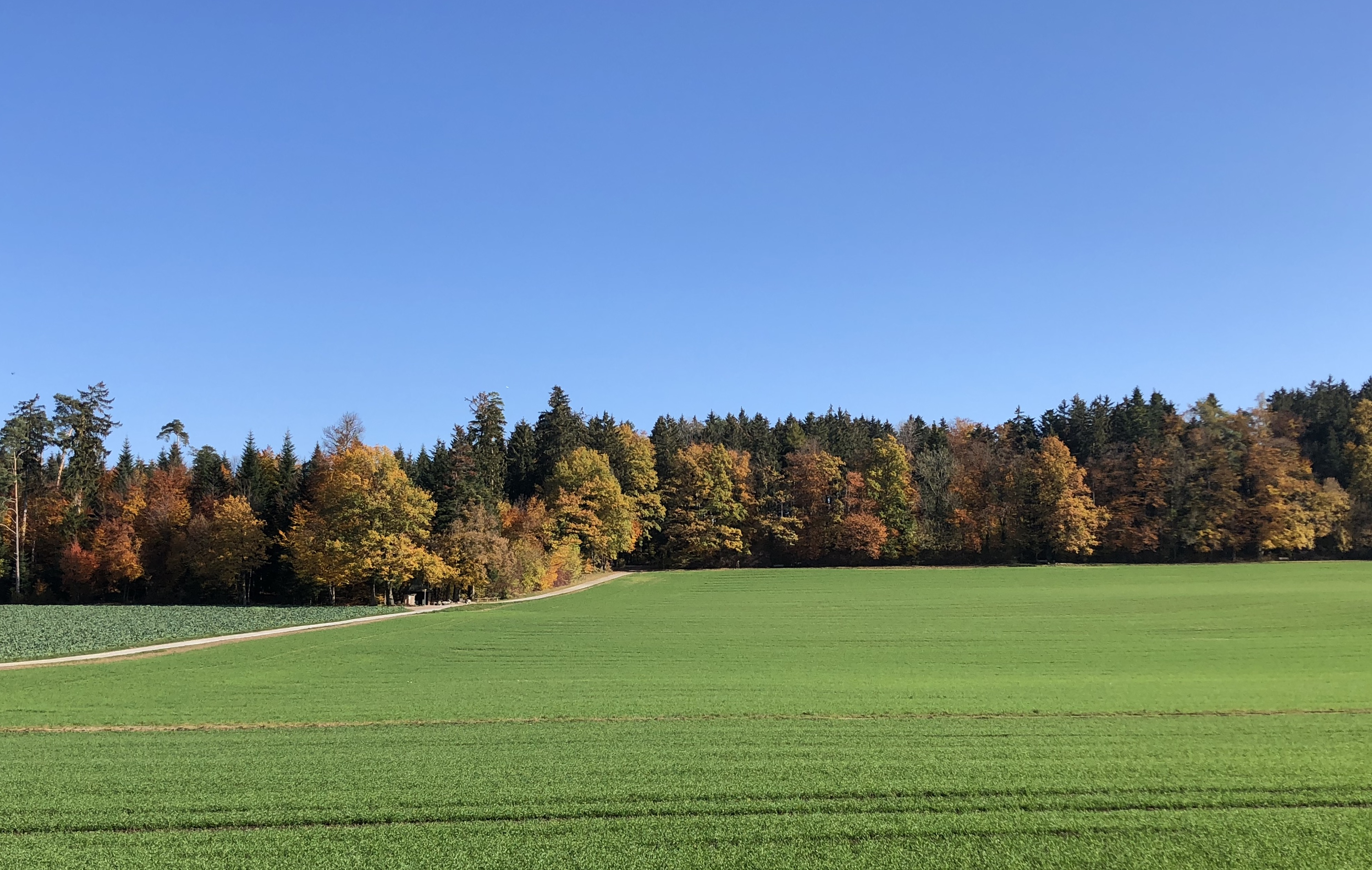
Die Spitzhütte an der Rüterwis
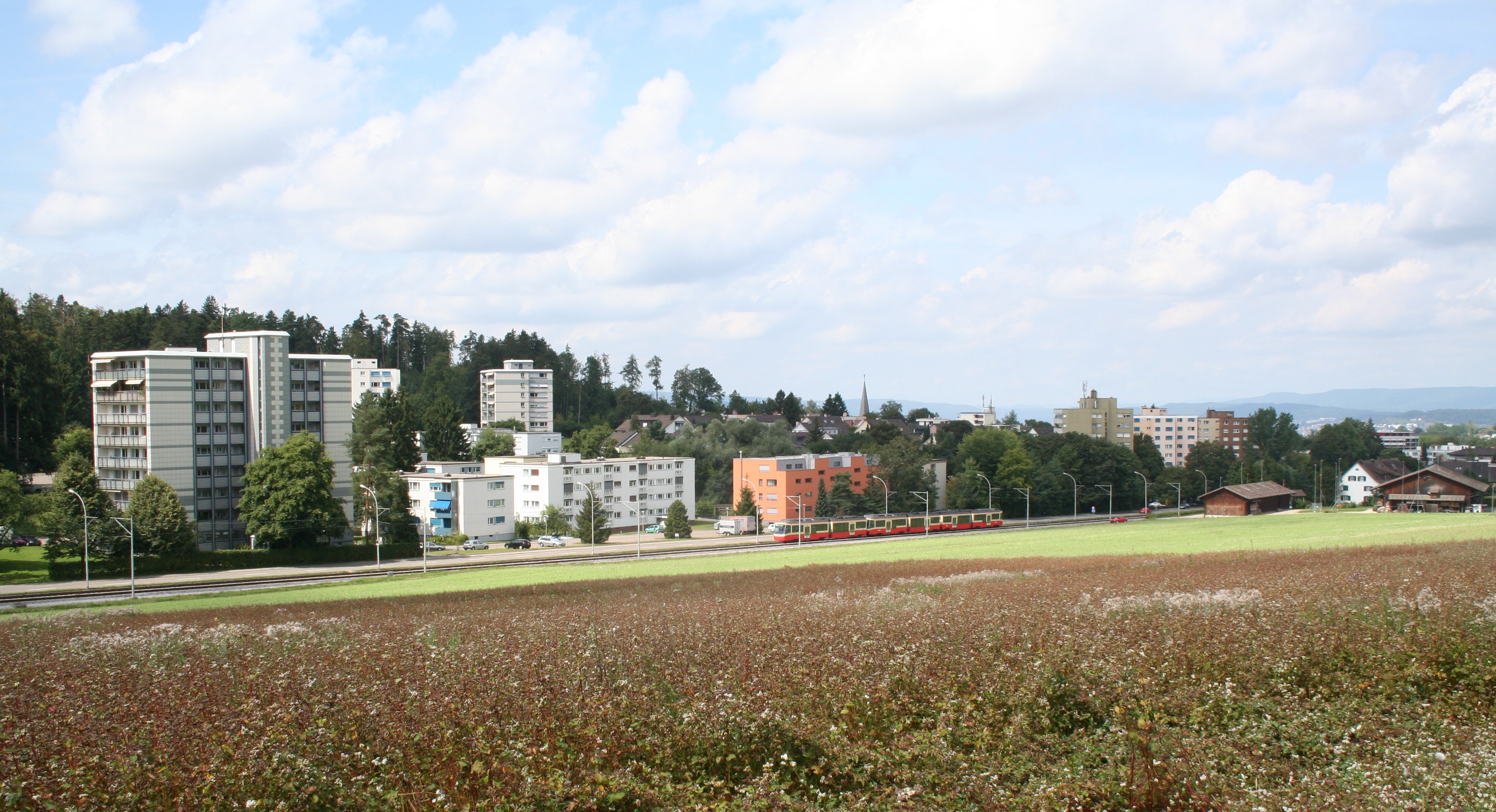
Die Forchbahn vor der Forchstrasse
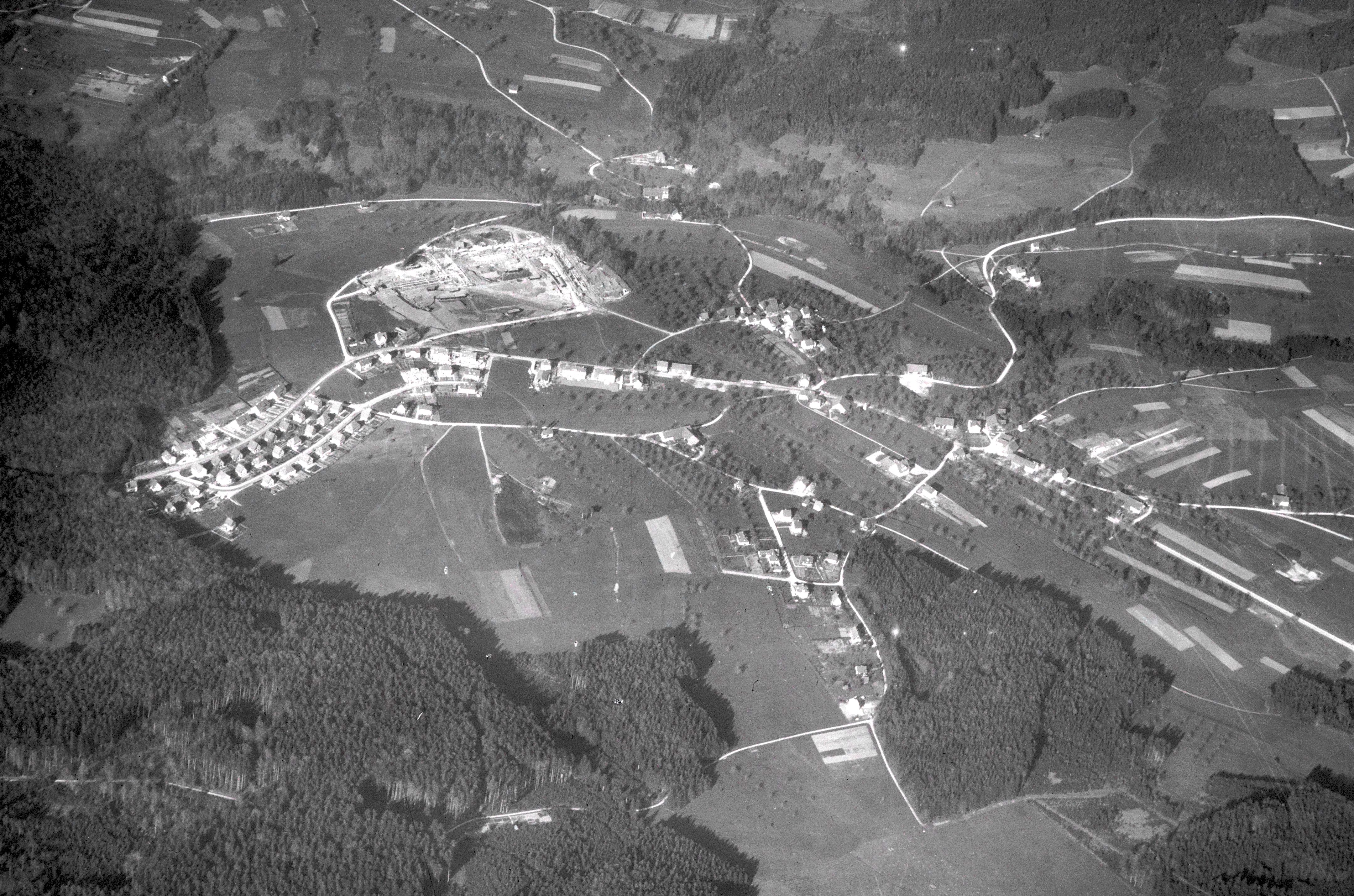
Zollikerberg im Oktober 1931, Aufnahme von Walter Mittelholzer

## Geschichte

### Erste Spuren
Im Jahr 1913 wurden die ältesten Funde im Zollikerberg entdeckt. Damals wurden im Gebiet Breitmoos Siedlungsreste – Steine, Kohlenreste und Pfähle – aufgefunden, die vermutlich aus der Bronzezeit stammen.

### Erste Besiedlung

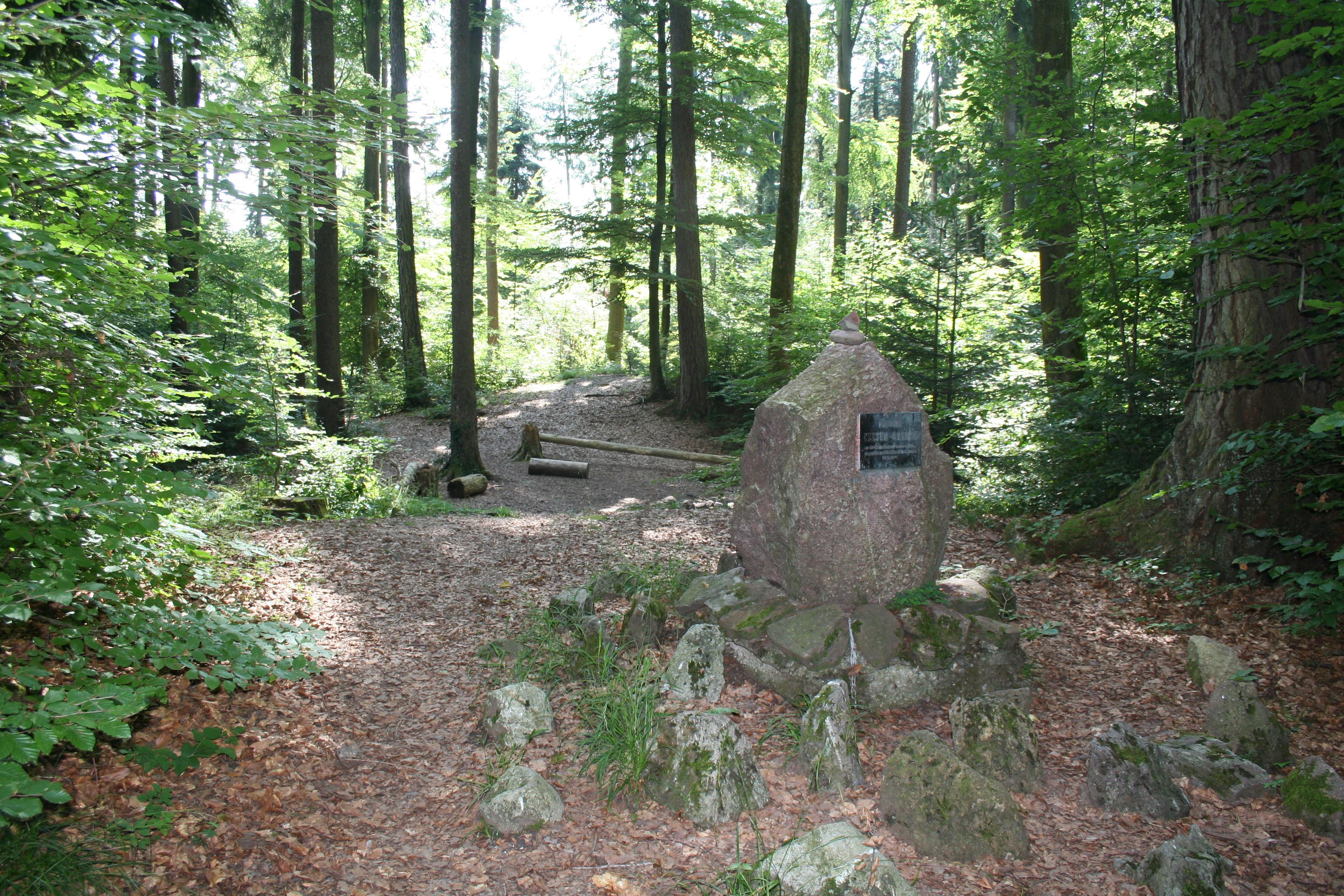
Keltengräber auf dem Feufbühl

Erste Spuren einer Besiedlung des Gemeindegebietes stammen aus der Hallstattzeit. Damals entstanden auf dem Feufbüel fünf Grabhügel, die noch heute deutlich erkennbar sind und Keltengräber genannt werden.
In der Oberhub im Zollikerberg wurde 1968 ein eisernes Hiebschwert aus der Latènezeit gefunden. Oxidationsspuren lassen auf ein Brandgrab schliessen, von dem jedoch keine Spuren zurückblieben. Auch wenn Spuren von Siedlungen fehlen, kann angenommen werden, dass vor allem im Zollikerberg einzelne Gehöfte standen.

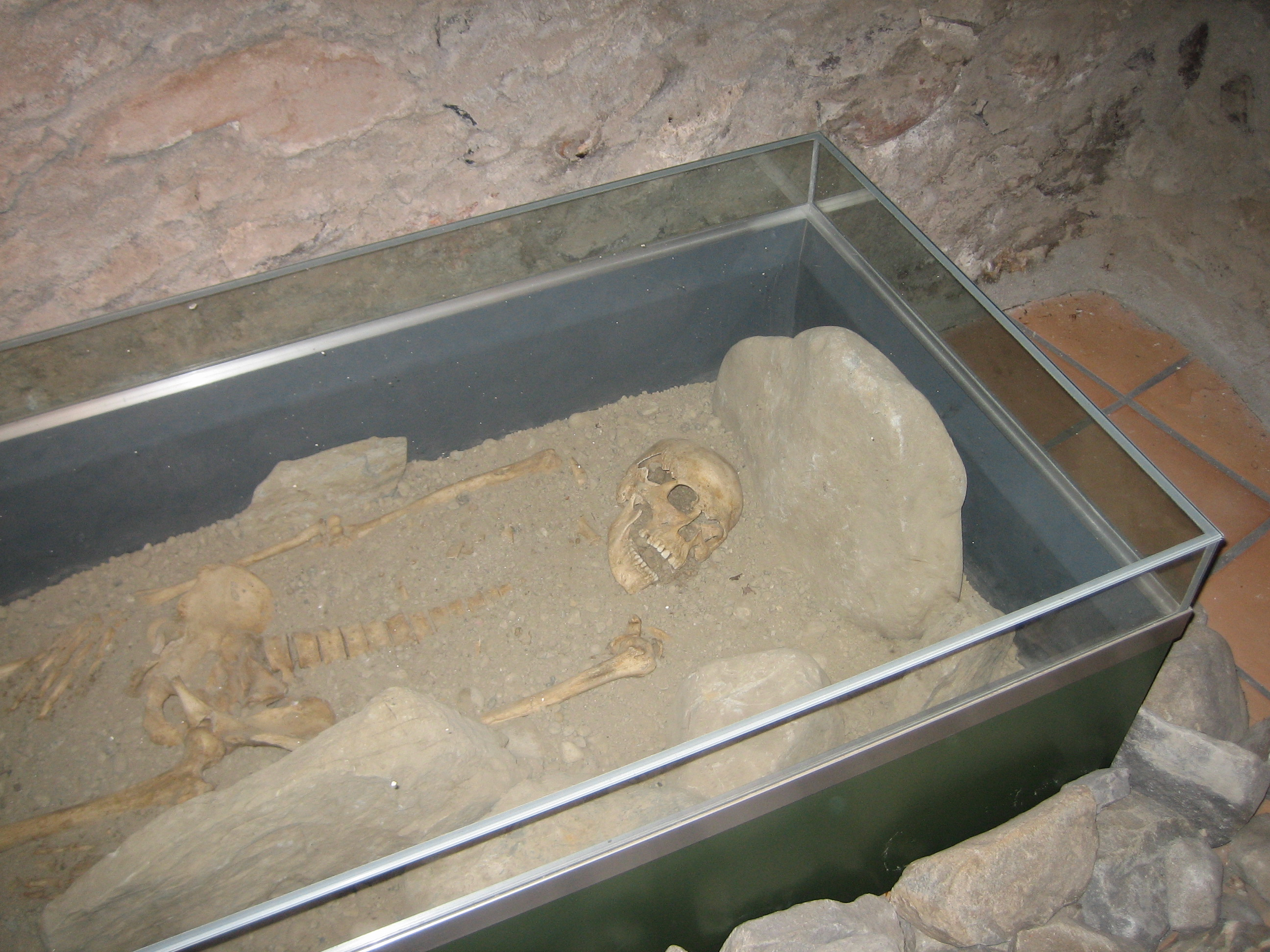
Alemannisches Skelett aus dem Zollikerberg

1962 kam bei Aushubarbeiten in der Unterhueb ein Feld von elf von Osten nach Westen ausgerichteten Steinkistengräbern aus dem 8. und 9. Jahrhundert zum Vorschein. Als letzte Bestattung fand sich das gut erhaltene Skelett eines knapp 50 Jahre alten Mannes. Die Anlage der Gräber in Sandsteinplatten und -brocken und ihre Verteilung lassen auf eine kleine hochmittelalterliche, während langer Zeit immer wieder benützte Grablege schliessen, deren Hauptgruppe einst in der Gegend des Sennhofweges lag, vielleicht noch etwas weiter südlich, wo möglicherweise auch die seit 1275 immer wieder erwähnte, aber nie gefundene «Kapelle zu Trichterhausen» stand.
Die beiden noch heute existierenden Flurnamen Deisten (Dingstatt, Gerichtsstätte) und Galgenbühl (Richtstätte) deuten auf eine besondere Bedeutung des Zollikerbergs. Offenbar war dort ein kirchliches und gerichtliches Zentrum, das ins 8. und frühe 7. Jahrhundert zurückreichen dürfte.
Da im Zollikerberg der Weinbau als Einnahmequelle fehlte, lebten hier die Menschen in ärmlicheren Verhältnissen. Kaum 80 Personen wohnten in einfachen schindelgedeckten Holzhäusern.

### Die neue Ordnung
Der Zollikerberg war anfänglich Zumikon zugeteilt. 1803 wurde in einer lokalen Abstimmung mit 48 zu 8 Stimmen der Wechsel zu Zollikon beschlossen. Seit 1804 bilden Zollikon und der Zollikerberg die politische Gemeinde Zollikon.

### Mordfall 1993
1993 wurde Zollikerberg durch die Berichterstattung über den Mord am Zollikerberg einer grösseren Öffentlichkeit bekannt.

## Verkehr

### Strassen
Über den Zollikerberg führte die alte Forchstrasse (auch «Grüninger Strasse»), damals auf einer anderen Linienführung am Restaurant Sonnengarten vorbei über die Unterheb zum Chaltenstein und weiter zur Forch. Der Verbindung innerhalb der Gemeinde dienten schmale Pfade und Karrenwege. Die neue Forchstrasse wurde 1843 mit einer gänzlich neuen Linienführung gebaut.

### Öffentlicher Verkehr
1836 wurde für die Strecke Zürich – Zollikerberg – Forch – Grüningen – Wald ein Postkutschendienst eingerichtet. Die Kutschen verkehrten zwei Mal wöchentlich, jeweils freitags und sonntags. Später fuhren die Wagen zuerst täglich, dann zwei Mal täglich. Ab 1903 wurden zusätzlich Autobusse der Firma «Martini» eingesetzt, denen später auch der Transport der Post übertragen wurde. Die letzte Postkutsche fuhr am 31. Mai 1906. Bereits am 27. November 1912 fuhr der erste Wagen der elektrischen Forchbahn, die bis heute den Zollikerberg mit der Stadt und Esslingen verbindet.

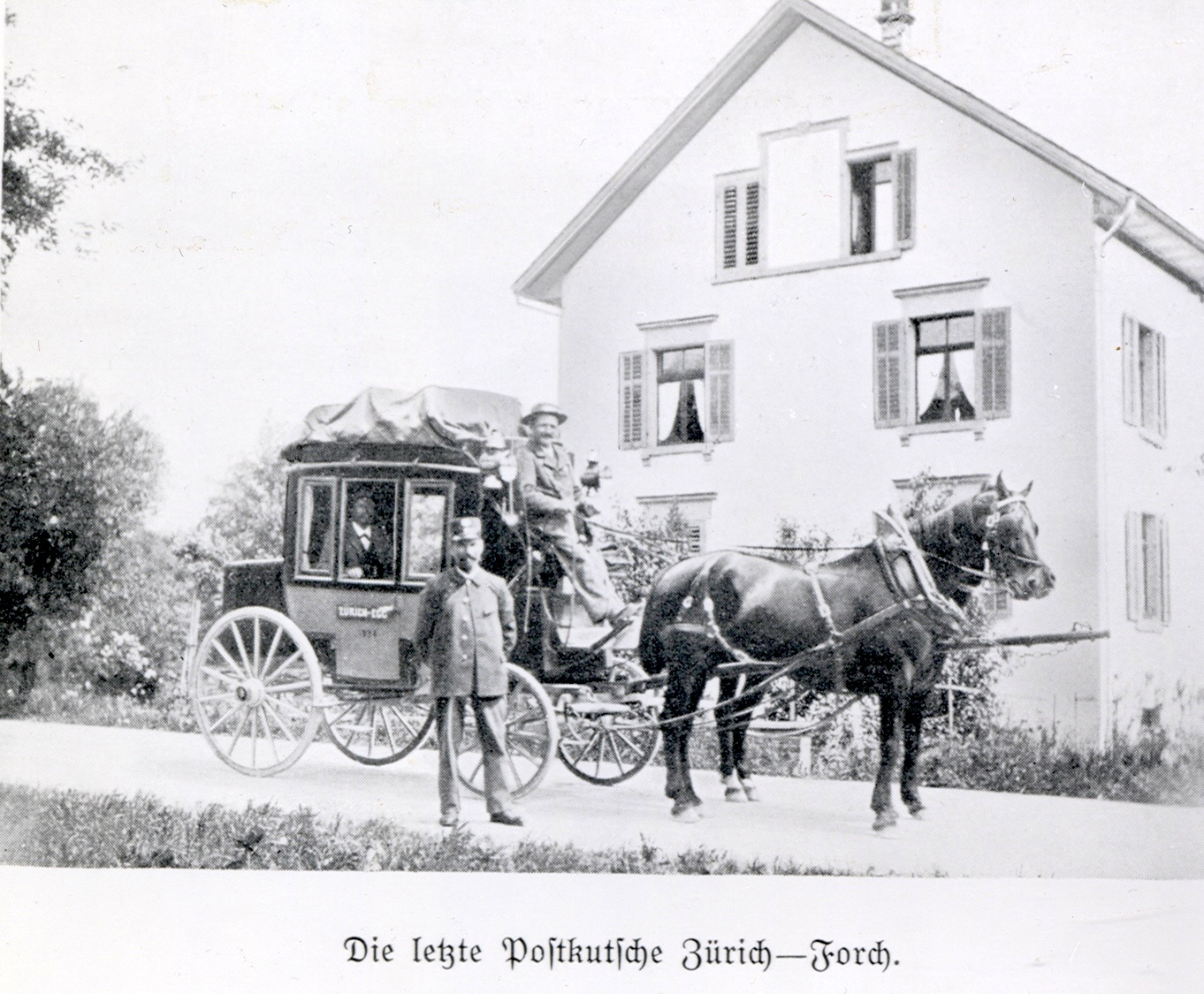
Letzte Postkutsche, Mai 1906
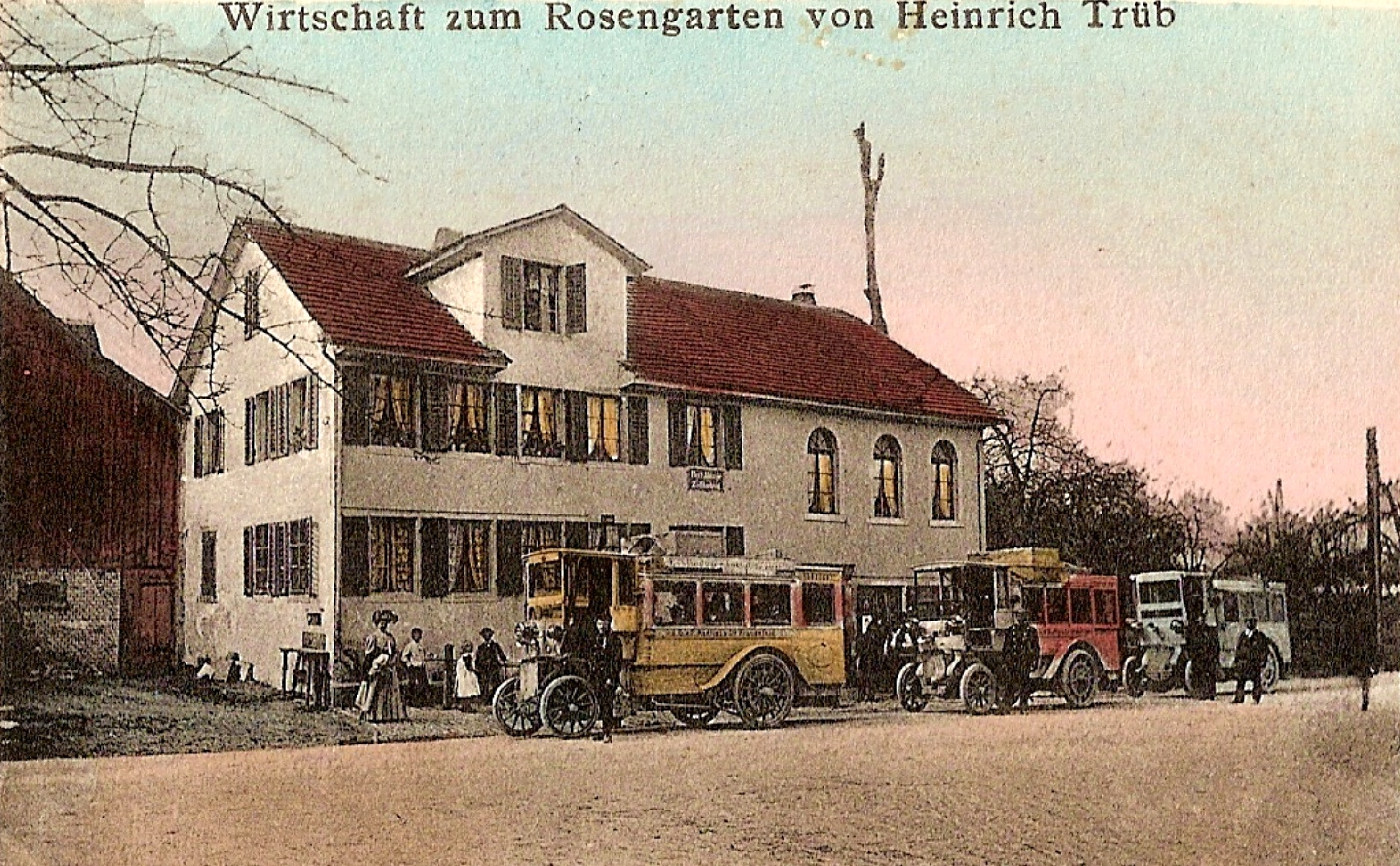
Autobusse beim Rosengarten, um 1908
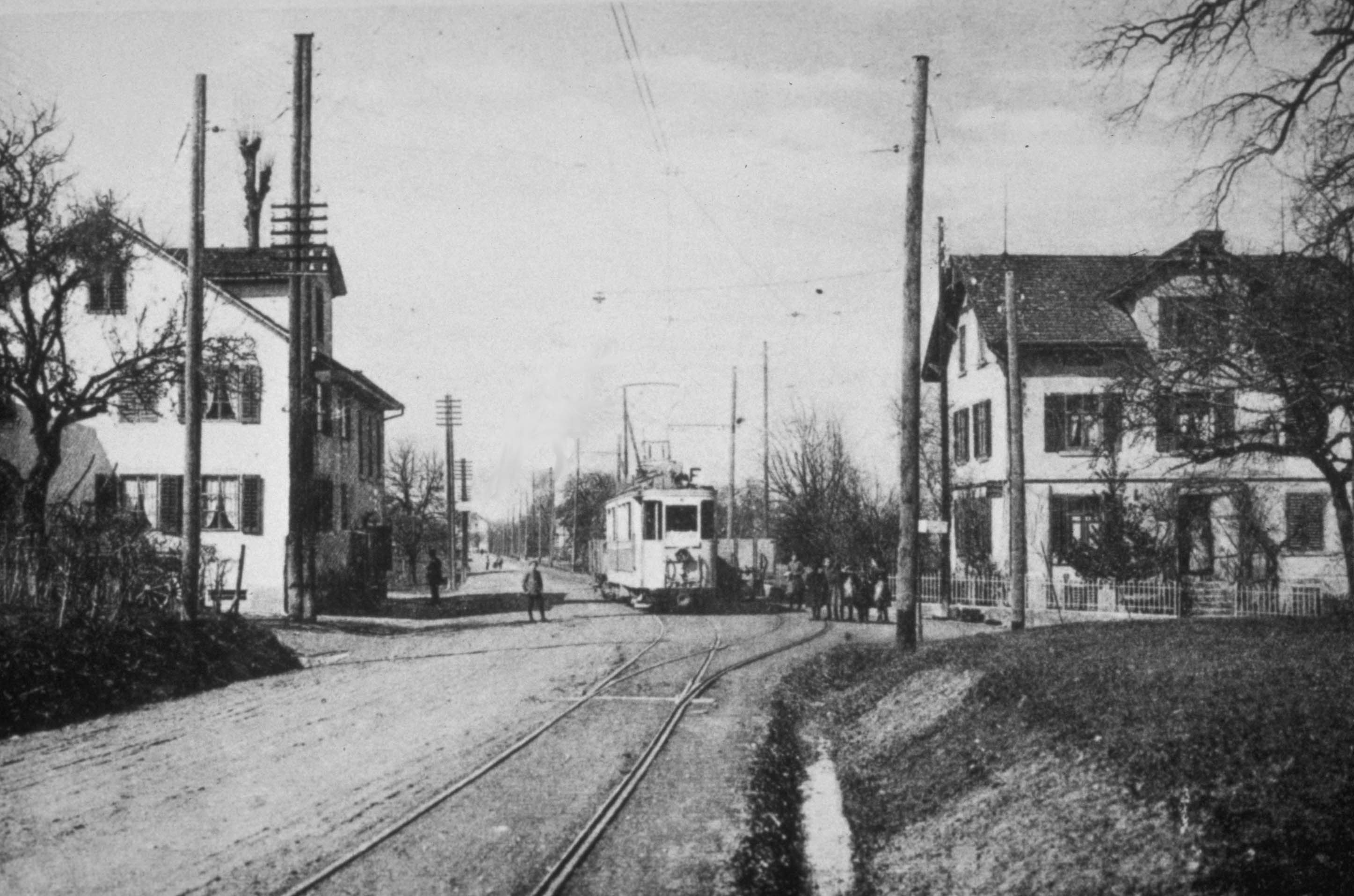
Forchbahn beim Rosengarten, um 1912
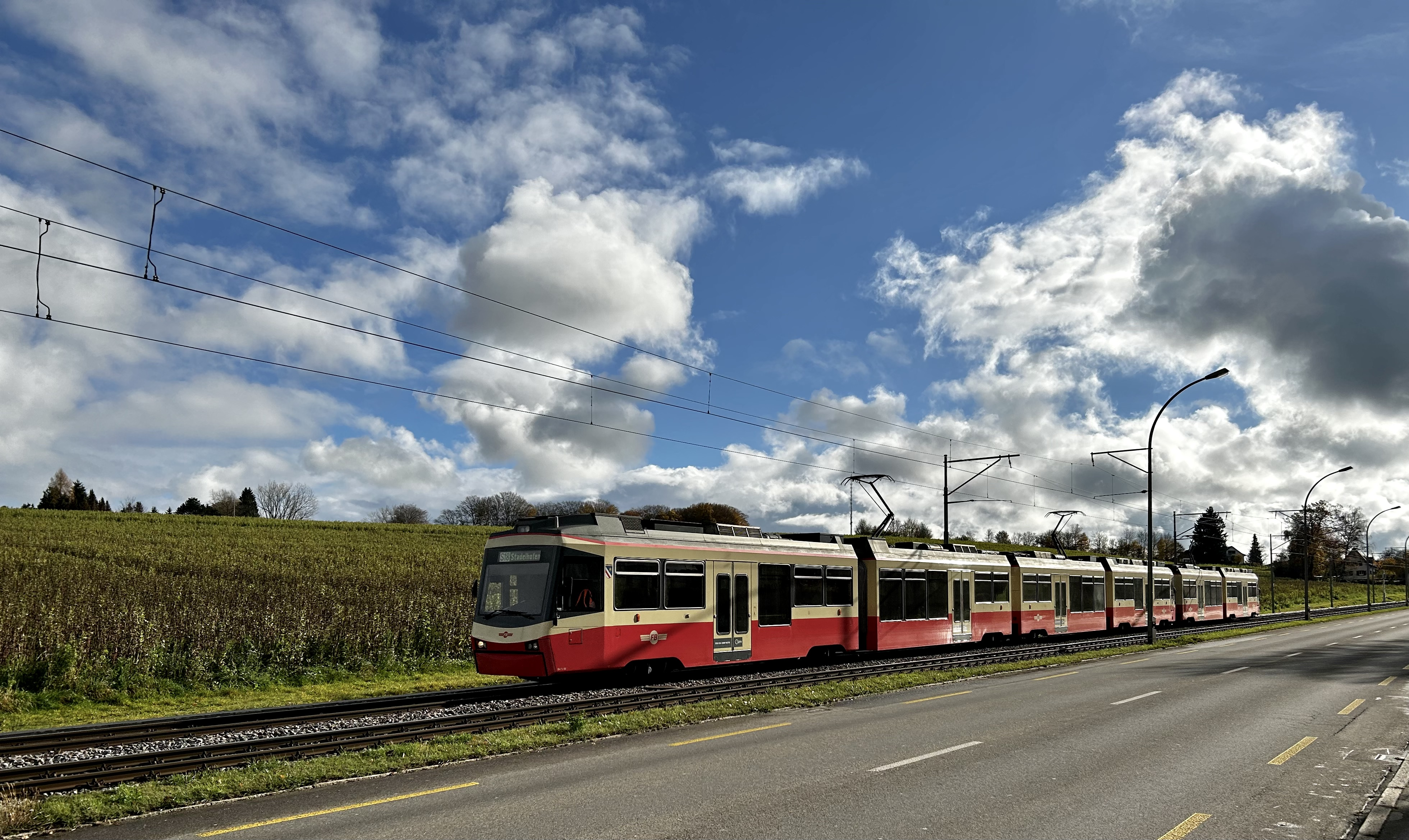
Forchbahn zwischen Zollikerberg und Waltikon
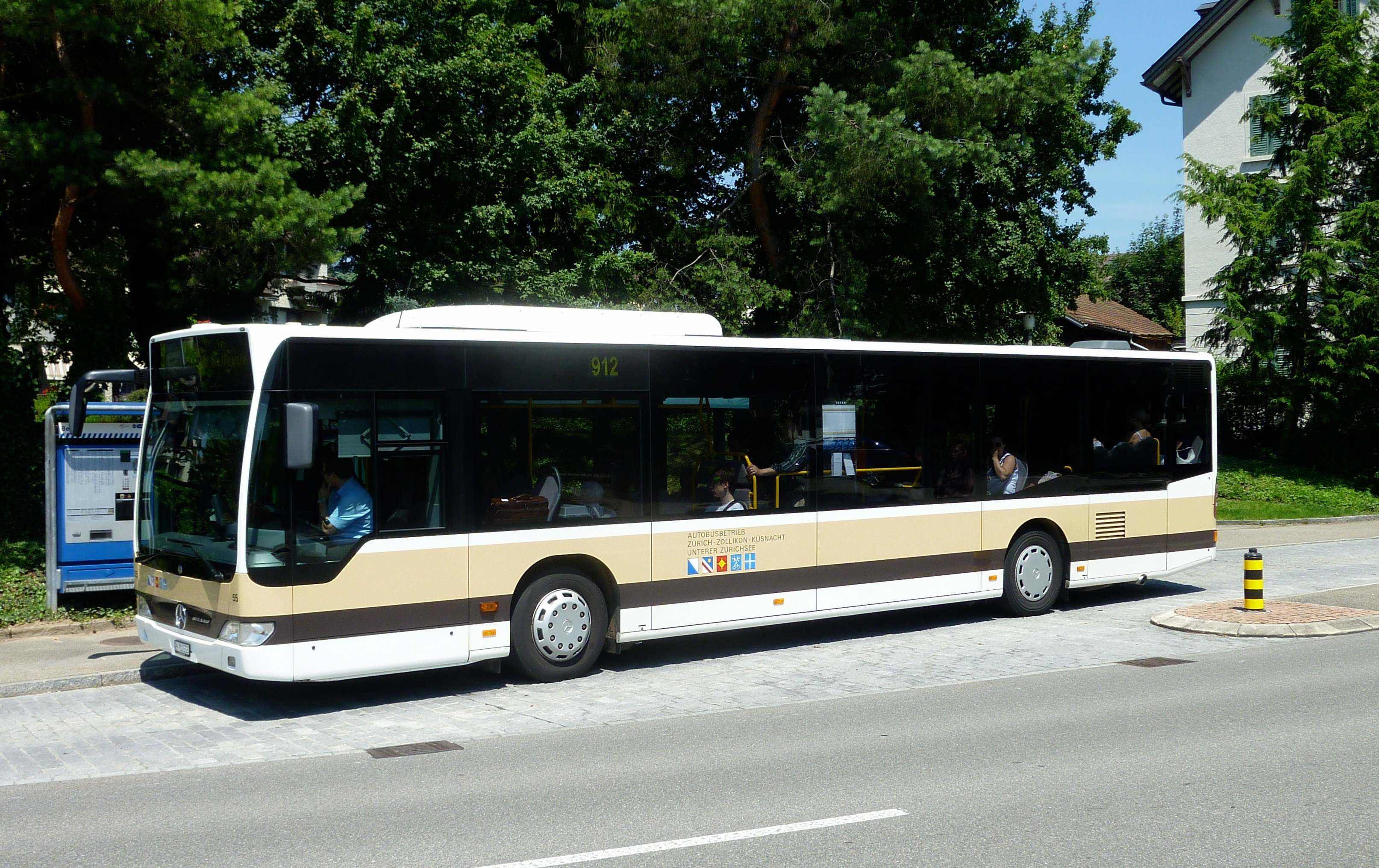
Bus Zürich-Zollikon-Küsnacht

## Wirtschaft
Zur Selbstversorgung wurden Getreide und seit 1760 auch Kartoffeln angebaut. Bis ungefähr in die Mitte des 18. Jahrhunderts wurde in Dreifelderwirtschaft angebaut, dann wurden die Brachen aufgelöst und ebenfalls bepflanzt. Da der Ackerbau im Zollikerberg eine grössere Bedeutung hatte als im Dorf, wurde auch Viehzucht betrieben. Überschüssige Milch wurde nach Zürich verkauft.

## Kirchen

### Reformierte Kirche Zollikerberg

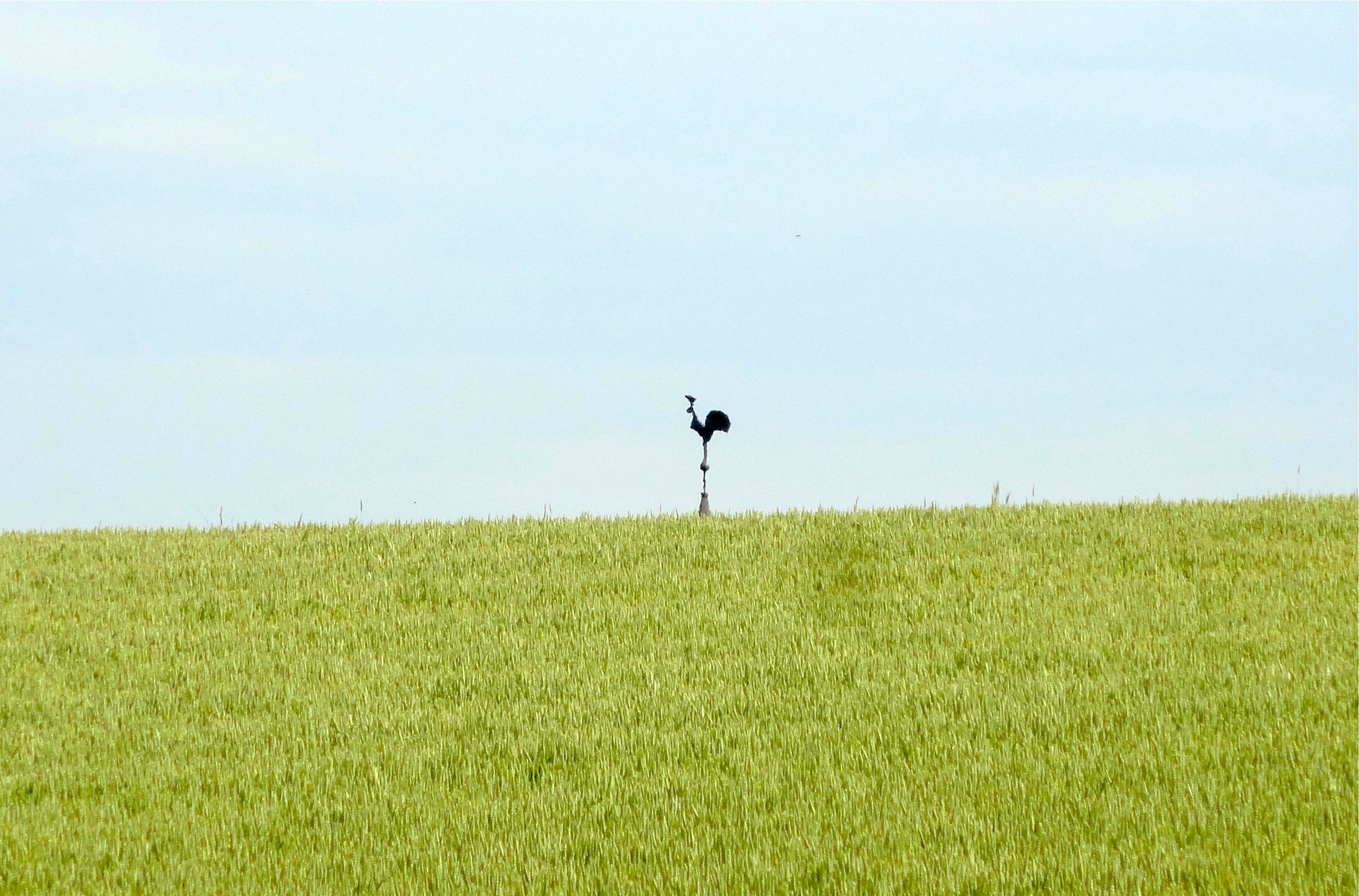
Kirchturmspitze der reformierten Kirche

Bis zur Reformation bildete der Zollikerberg einen eigenen Sprengel. In einer kleinen Kapelle – sie lag auf einer etwas erhöhten Stelle am Sennhofweg in der Unterhub – hielten Leutpriester vom Grossmünster den Gottesdienst. Nach der Reformation kam die Kapelle ausser Gebrauch. Zuerst wurde sie als Speicher genutzt, 1860 wurde sie abgebrochen.
Nach dem Bau der Kirche im Nachbardorf Zumikon im Jahr 1731 besuchten die Gläubigen vom Zollikerberg dort den Gottesdienst. Auch die Kinder gingen in Zumikon zur Schule und besuchten dort den Konfirmandenunterricht. Die Konfirmation allerdings fand in der Zolliker Dorfkirche statt. Erst 1804 erklärte die Zürcher Regierung den Zollikerberg in allen Teilen zu Zollikon gehörig. Bis 1933 mussten die Bewohner der verschiedenen Weiler des Zollikerbergs ohne eigenes Gotteshaus auskommen. Dann baute das Diakoniewerk Neumünster eine Kapelle mit einem Turm, in der den Gläubigen Gastrecht gewährt wurde.
Durch die schnell wachsende Bevölkerung entstand in den 1940er Jahren der Wunsch nach einem eigenen kirchlichen Zentrum. 1943 wurde für den Zollikerberg eine eigene Pfarrstelle geschaffen, und 1949 wurde ein Pfarrhaus gebaut. Im Frühling 1951 griff die Kirchenpflege die Idee einer eigenen Kirche wieder auf. Nach Plänen der Architekten Hans und Annemarie Hubacher entstand zwischen 1958 und 1960 die neue Kirche mit Kirchgemeindehaus im Zollikerberg. Eingeweiht wurde sie am 11. Dezember 1960.

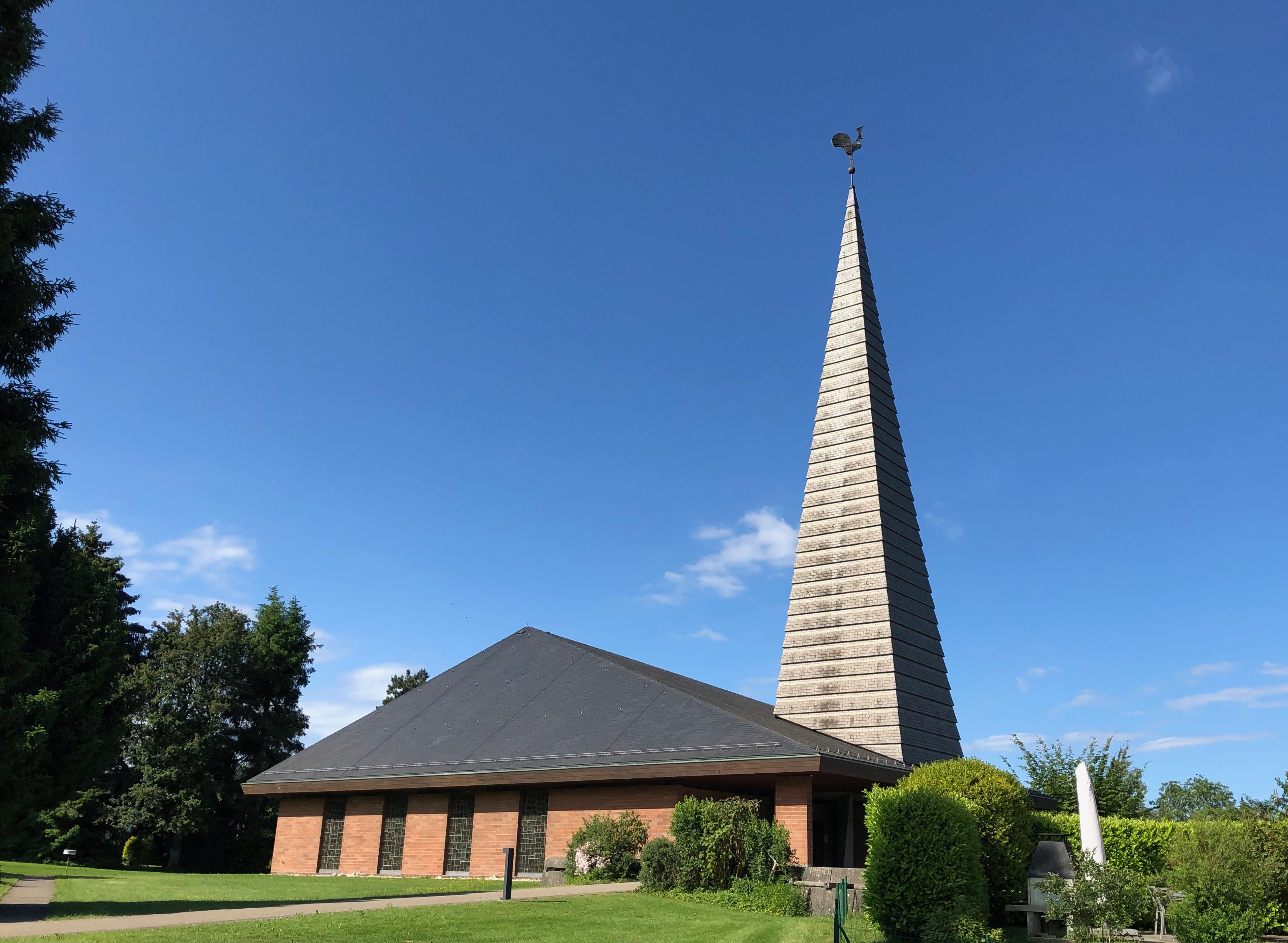
Reformierte Kirche Berg
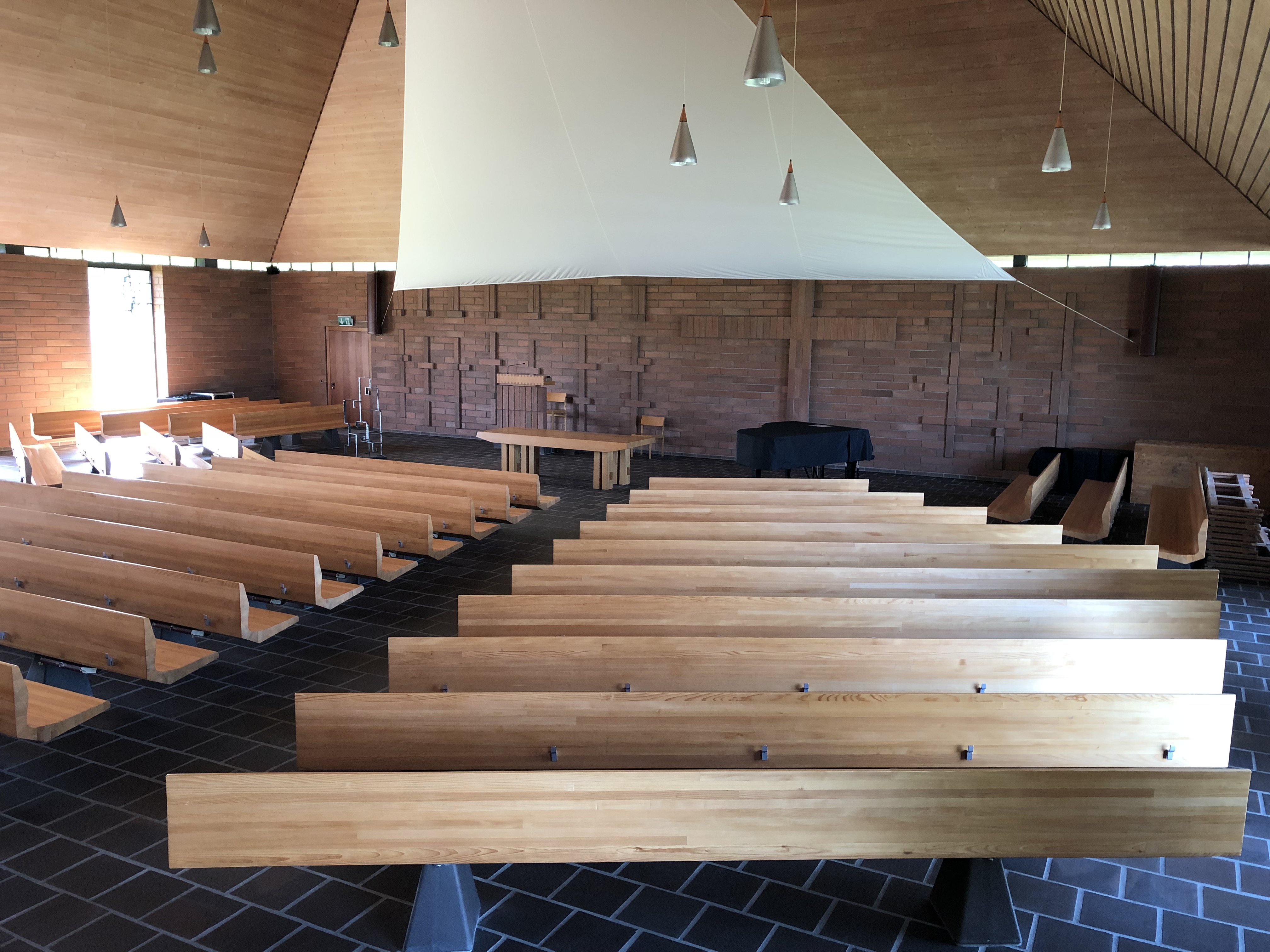
Innenraum
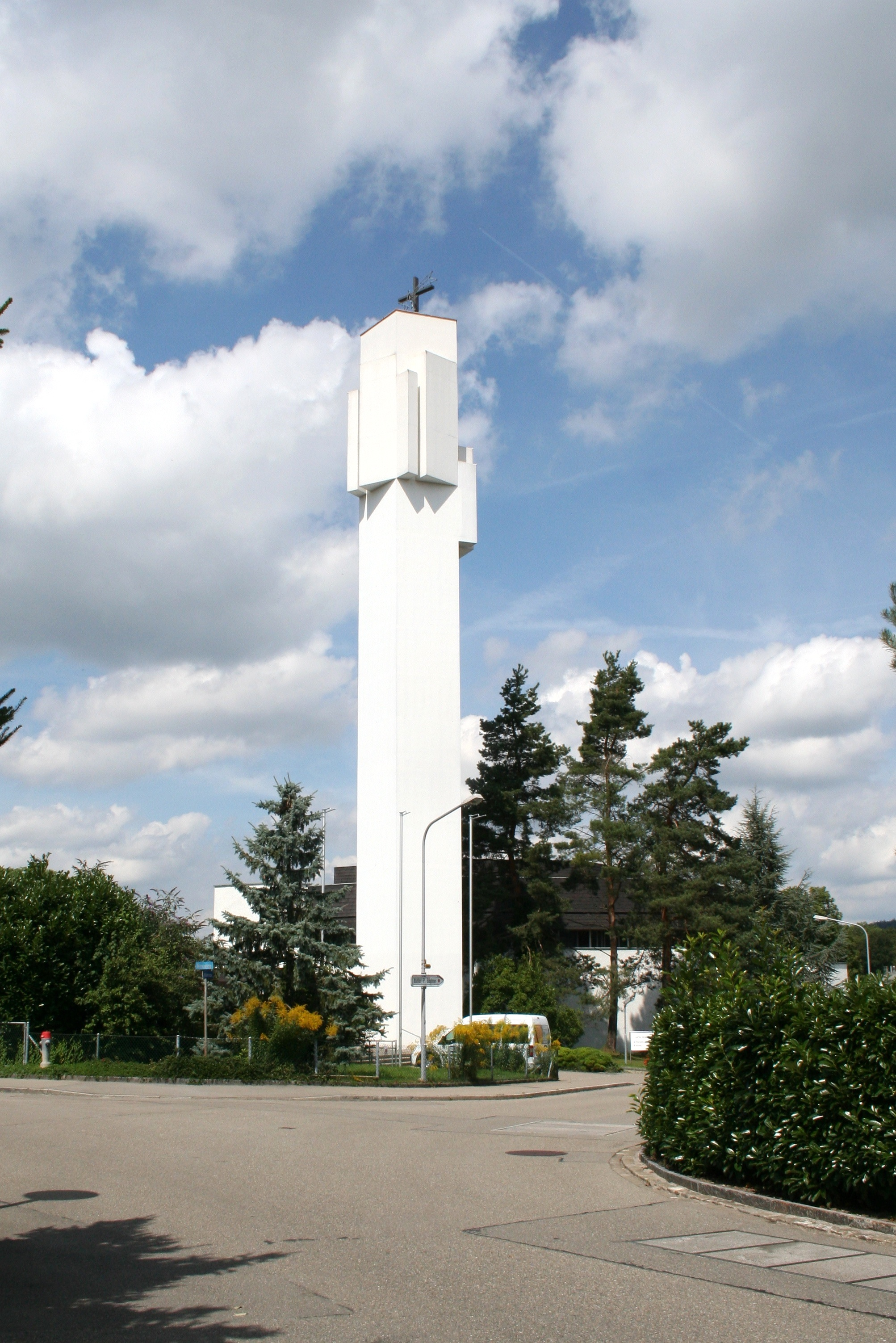
Katholische Kirche Berg
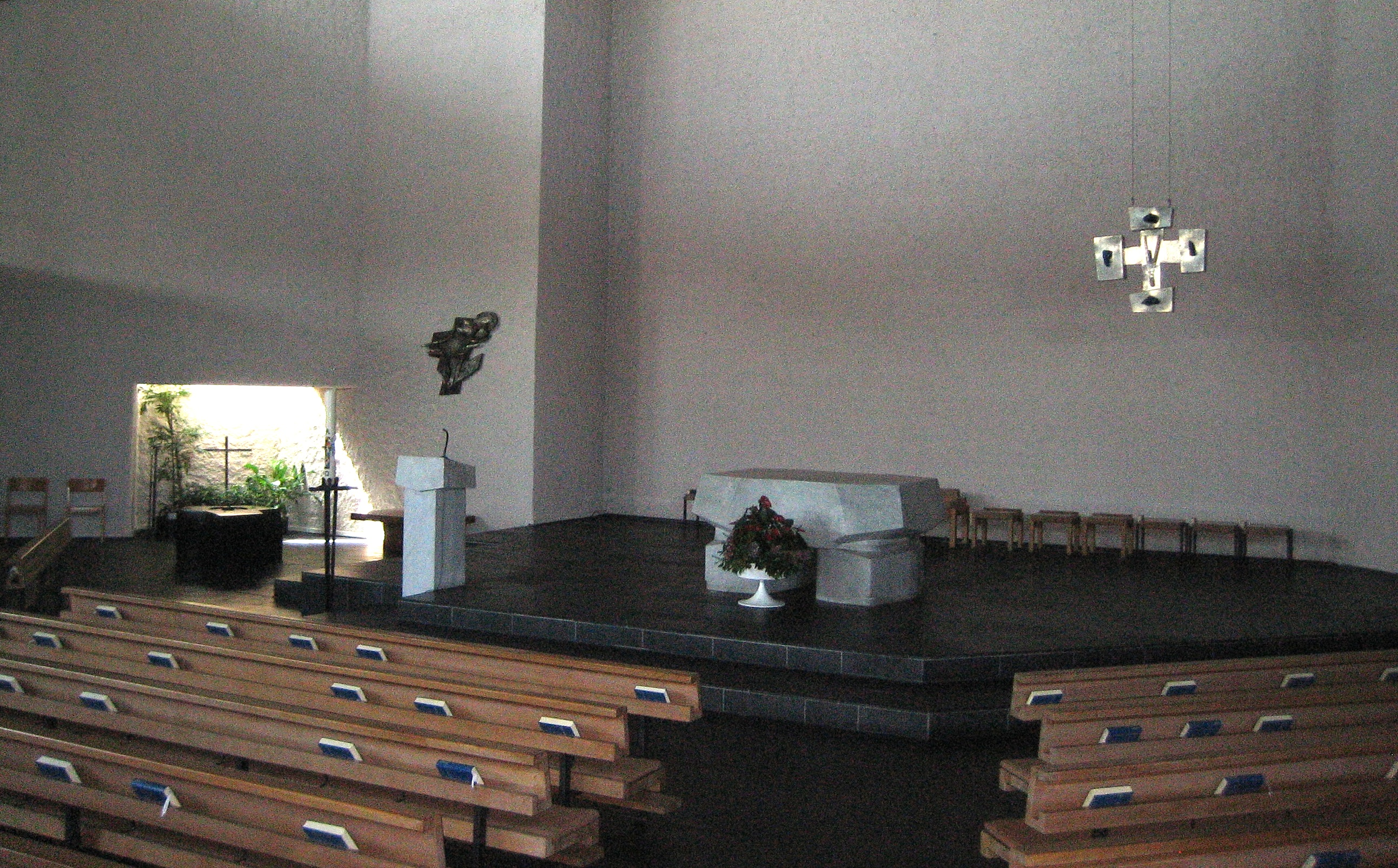
Innenraum

### Katholische Kirche Zollikerberg
Etwa um das Jahr 1805 siedelten sich in Zollikerberg wieder vermehrt Katholiken an. Zwischen 1902 und 1927 gehörten sie zur Pfarrei St. Georg in Küsnacht, danach zur Pfarrei St. Anton (Zürich-Hottingen). Zu Beginn des Jahres 1932 wurde sie von dieser abgelöst und zusammen mit Zollikon-Dorf zur Pfarrei Hl. Dreifaltigkeit erhoben.
Vor dem Bau der St. Michaels-Kirche feierten die Katholiken ihre Gottesdienste in der Schwendenhau-Kapelle im Rebwies-Quartier. Da die Anzahl der Katholiken von Jahr zu Jahr wuchs, wurde 1952 zum Preis von Fr. 10.- pro Quadratmeter im Wilhof ein Grundstück für den Bau einer katholischen Kirche in Zollikerberg erworben.
Im Oktober 1962 entschied sich eine Jury für das Projekt «Licht» des Architekten Karl Higi. Am 20. September 1964 weihte Generalvikar Dr. Teobaldi den Grundstein, und Ende April 1966 war der Bau beendet. Am 19. und 20. Mai 1966 wurden die Glocken durch den Generalvikar geweiht und von Schulkindern hochgezogen. Am 10. Juli 1966 fand der erste Gottesdienst statt.
Die Kirche bietet Platz für rund 500 Personen. Der fünfeckige Turm ist 32 Meter hoch. Das Geläute der fünf Glocken, hergestellt von der Giesserei H. Rüetschi in Aarau, ist auf dasjenige der reformierten Kirche abgestimmt.

## Schule
1804 teilte ein Beschluss des Regierungsrates den Zollikerberg der Gemeinde Zollikon-Dorf zu. Vorher war dessen schulische Zugehörigkeit nicht geklärt. Die Kinder gingen wegen des einfacheren Weges meist nach Zumikon zur Schule. Nach 1804 besuchte die grosse Zahl der Kinder die Schule im Kleindorf, einige gingen weiterhin nach Zumikon. Ein 1822 geplanter Bau eines eigenen Schulhauses scheiterte aus finanziellen Gründen. Stattdessen wurde im gleichen Jahr für 150 Gulden das Bauernhaus Weber in der Unterhueb gekauft und notdürftig für den Schulunterricht umgebaut. Der erste Schulmeister war der Einheimische Matthias Brunner. Das Schulhaus erwies sich jedoch für Unterrichtszwecke als ungeeignet und wurde nach zwei Jahren bereits wieder verkauft.
1824 begann man am Sennhofweg mit dem Bau eines Schulhauses. Später war darin der Kindergarten Unterhueb untergebracht, heute ist es in Privatbesitz. Um die Jahrhundertwende genügte das neue Schulhaus den gestiegenen Anforderungen nicht mehr; auch hatten die Schülerzahlen stark zugenommen. Am 22. April 1912 wurde das neue Schulhaus – heute Rüterwis C genannt – eingeweiht. Die Architekten waren Schindler & Streiff. Nur drei Jahrzehnte später wurde es ebenfalls zu klein. 1945 bewilligte die Gemeinde für den Bau eines neuen Schulhauses mit Turnhalle einen Kredit von 660'000 Franken; 1948 wurde der Bau vollendet. Das heutige Rüterwis B wurde 1954 gebaut. Das von Architekt Hans von Meyenburg (1915–1985) entworfene Gebäude zählt heute zu den künstlerisch wertvollsten Schulbauten der 1950er-Jahre. 1963 entstand das moderne Rüterwis A (Architekt Karl A. Zink). Die neue Turnhalle entstand in den Jahren 1970/71. 1991/92 wurde das Rüterwis A um eine Etage aufgestockt und die Dachform abgeändert.

Im August 2018 wurde das neue Schulhaus Rüterwis D eingeweiht, in dem die Kindergärten und Räume der Musikschule untergebracht sind. Die bisherigen Quartierkindergärten wurden aufgelöst.

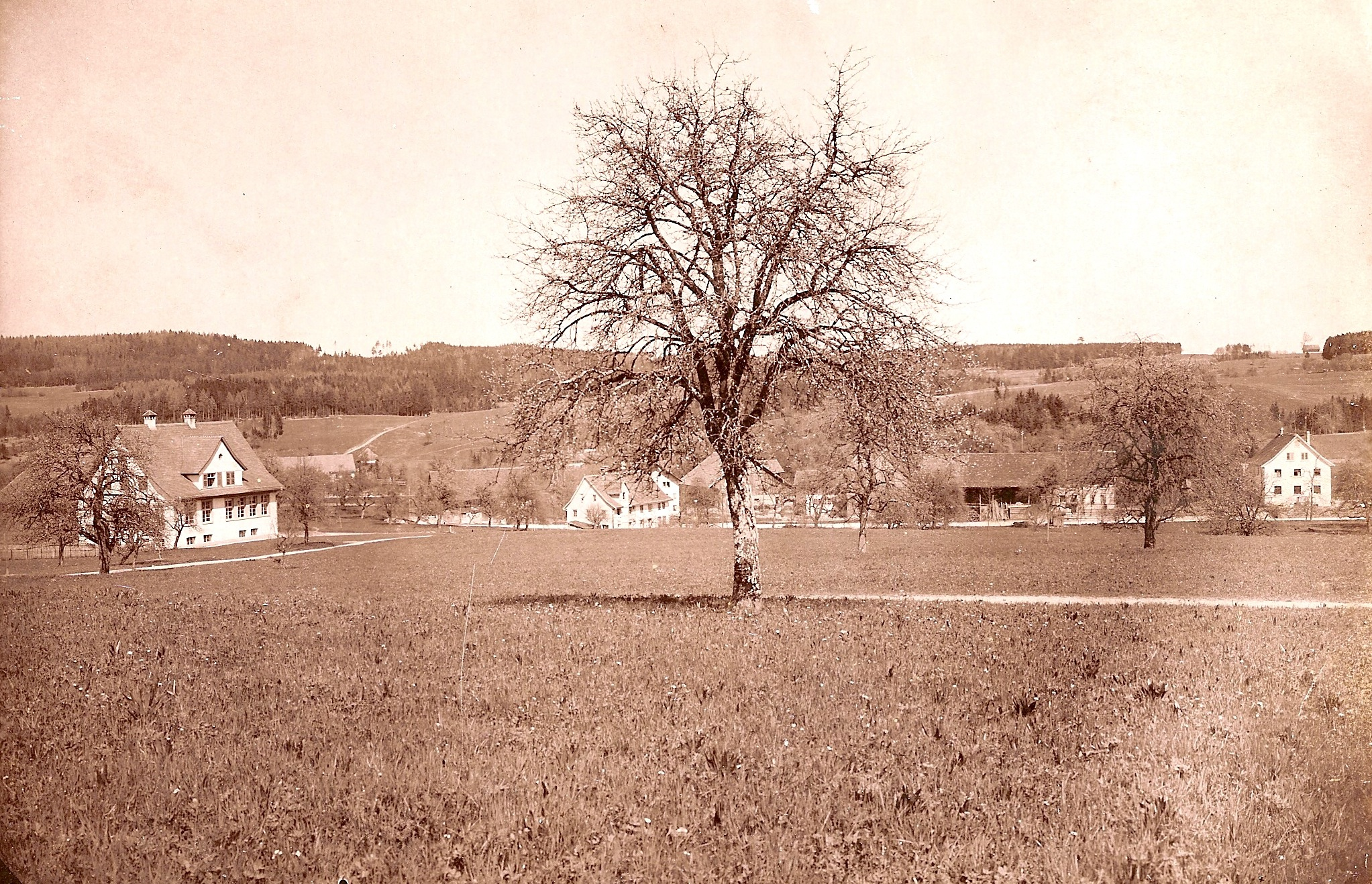
Schulhaus Rüterwis C, rechts das Schulhaus Unterhueb, um 1915
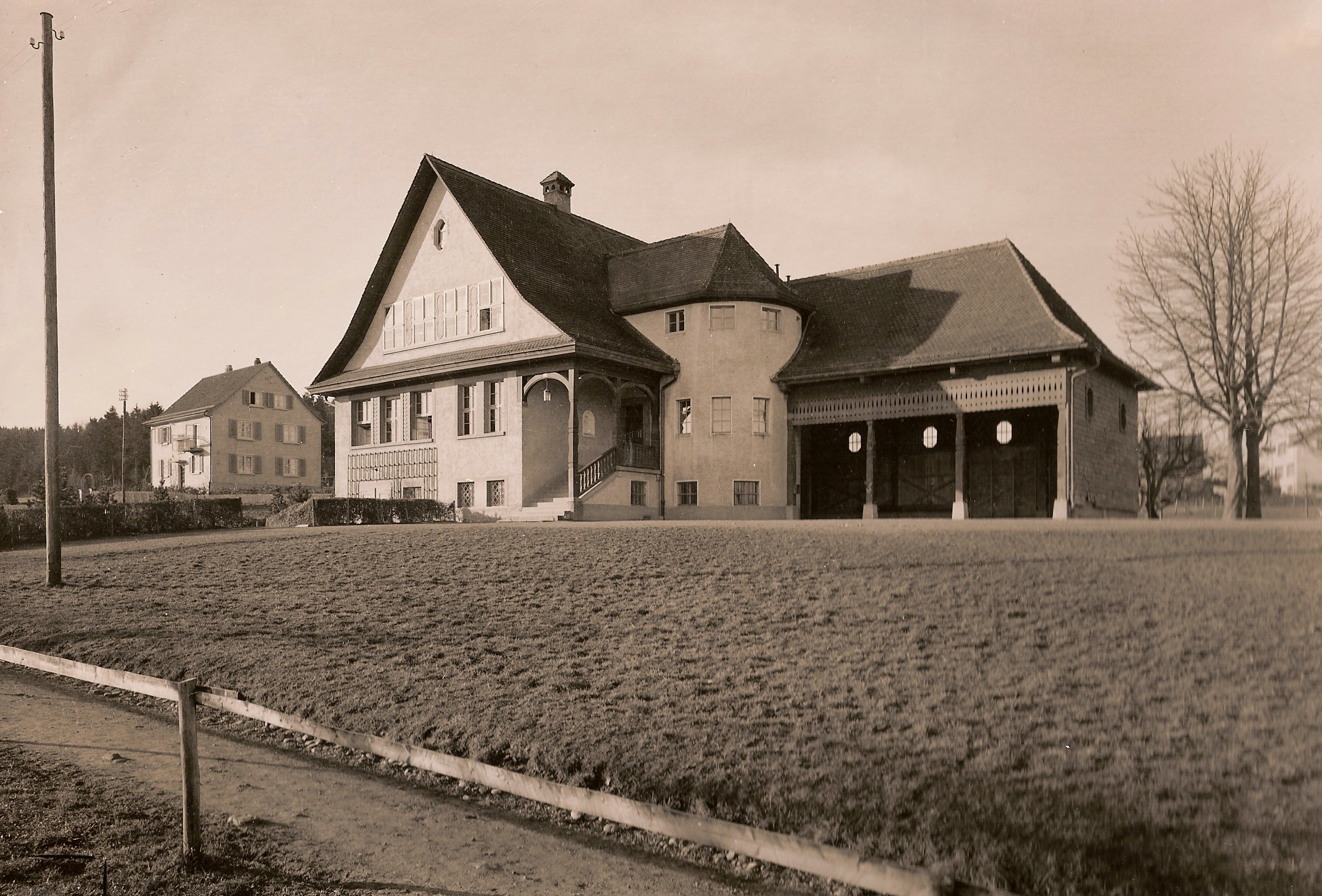
Rüterwis C, um 1915
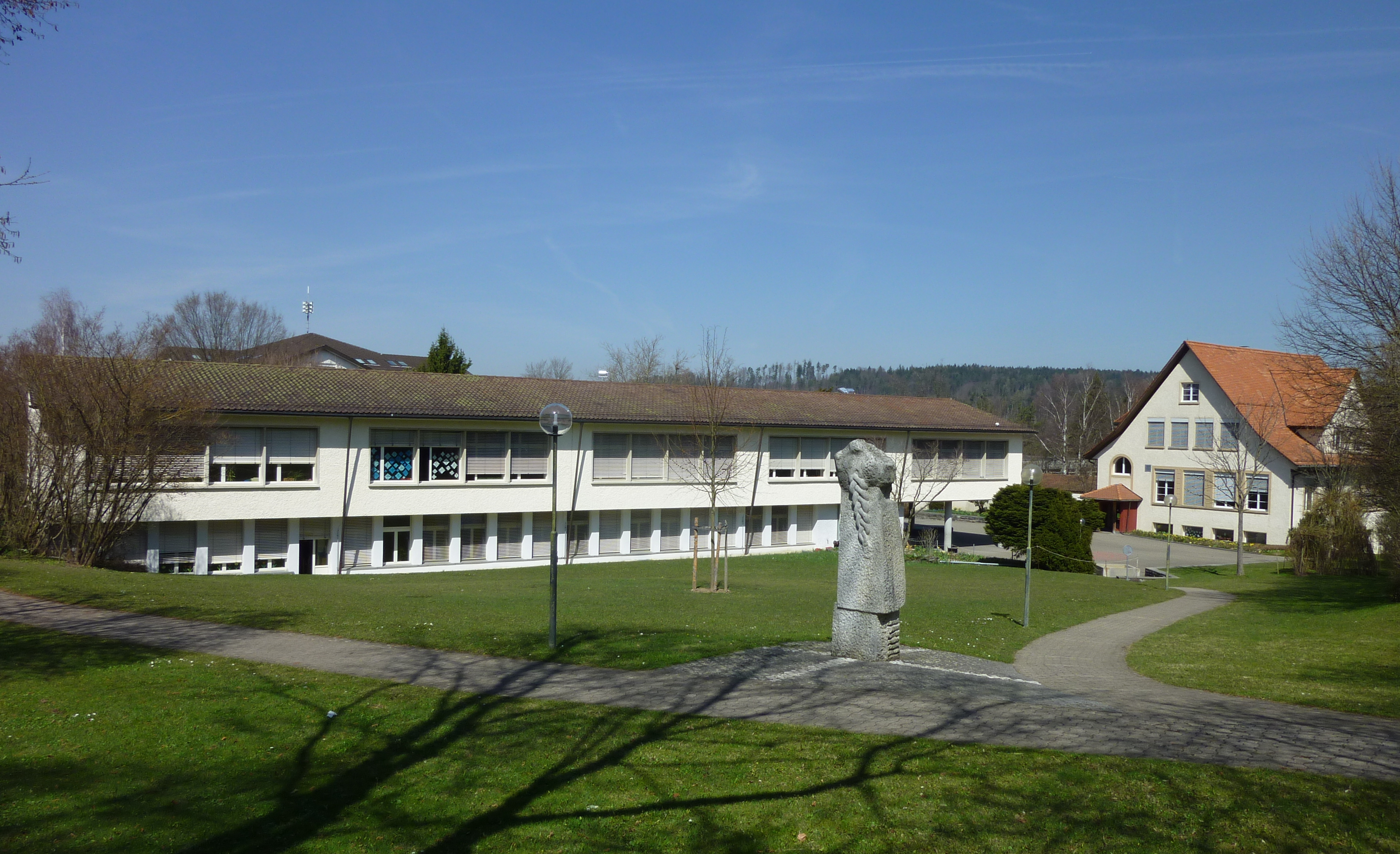
Rüterwis B und C, 2010
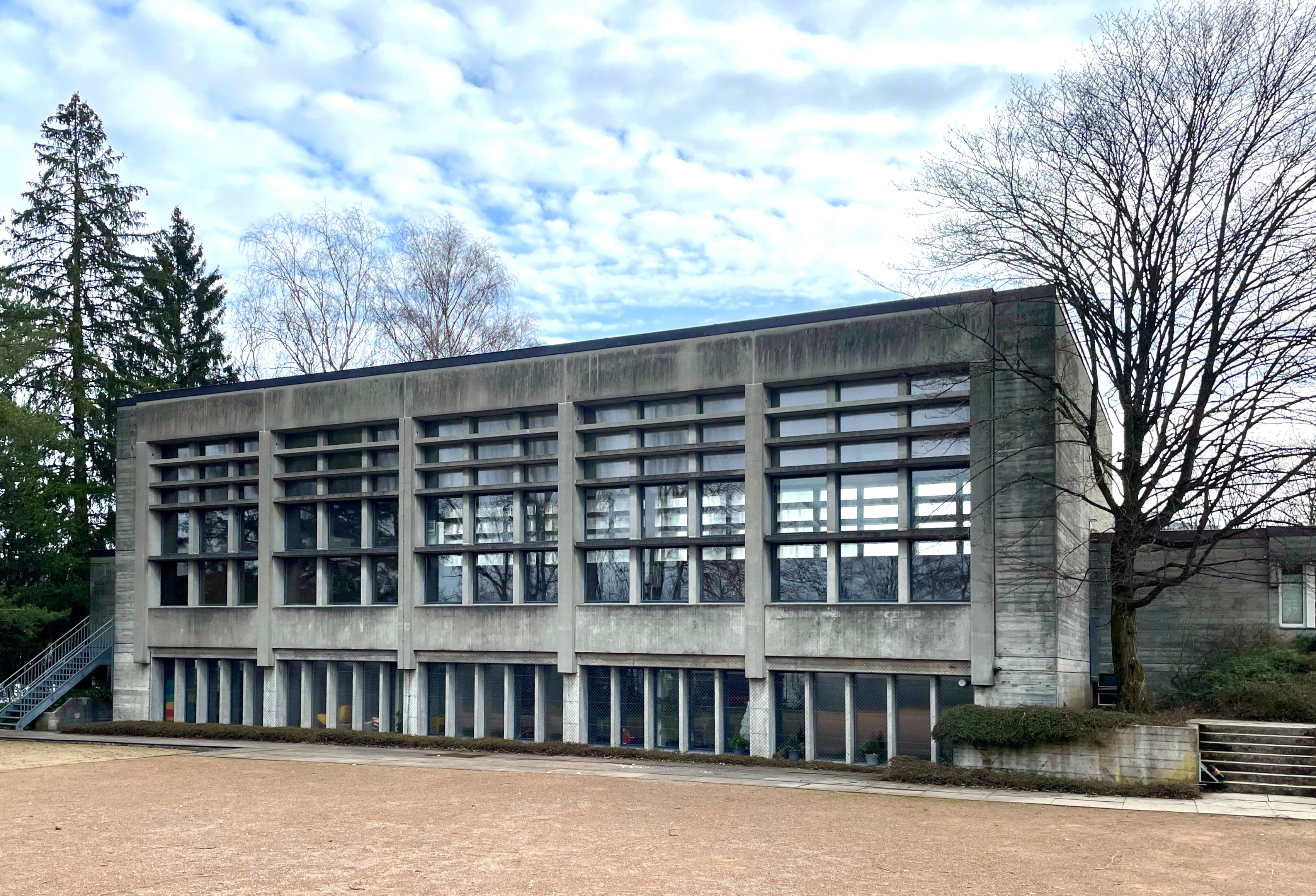
Turnhalle Rüterwis von 1971
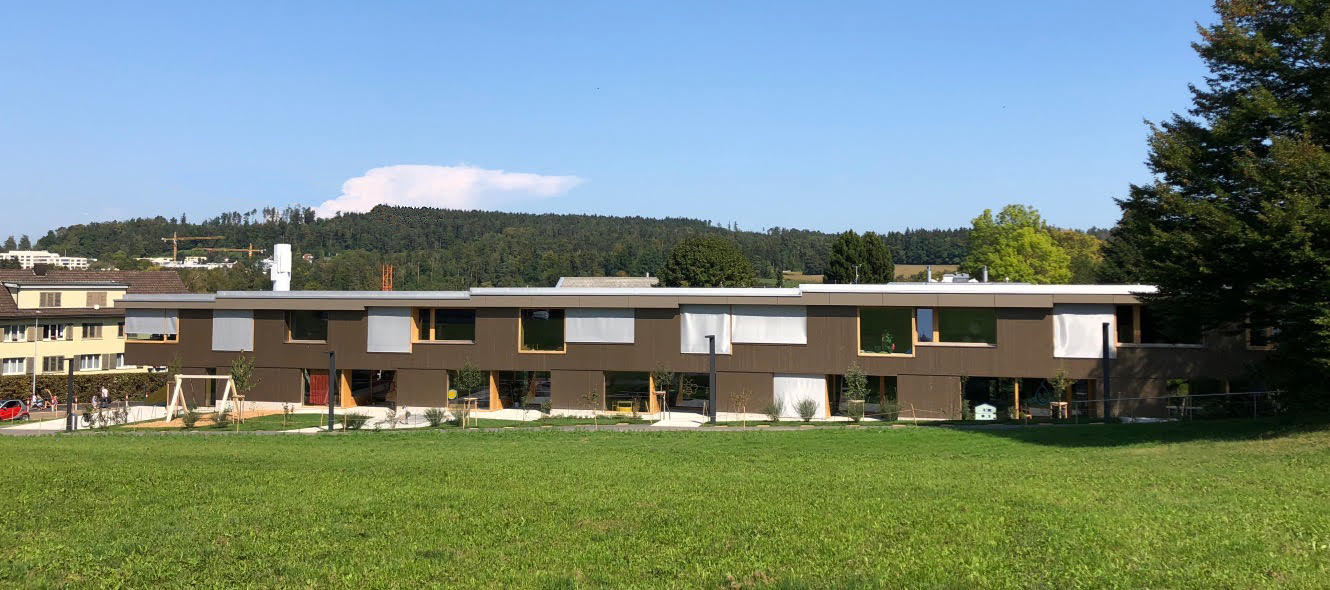
Rüterwis D (Kindergarten und Musikschule), eröffnet 2018

## Zollikerberg auf alten Karten

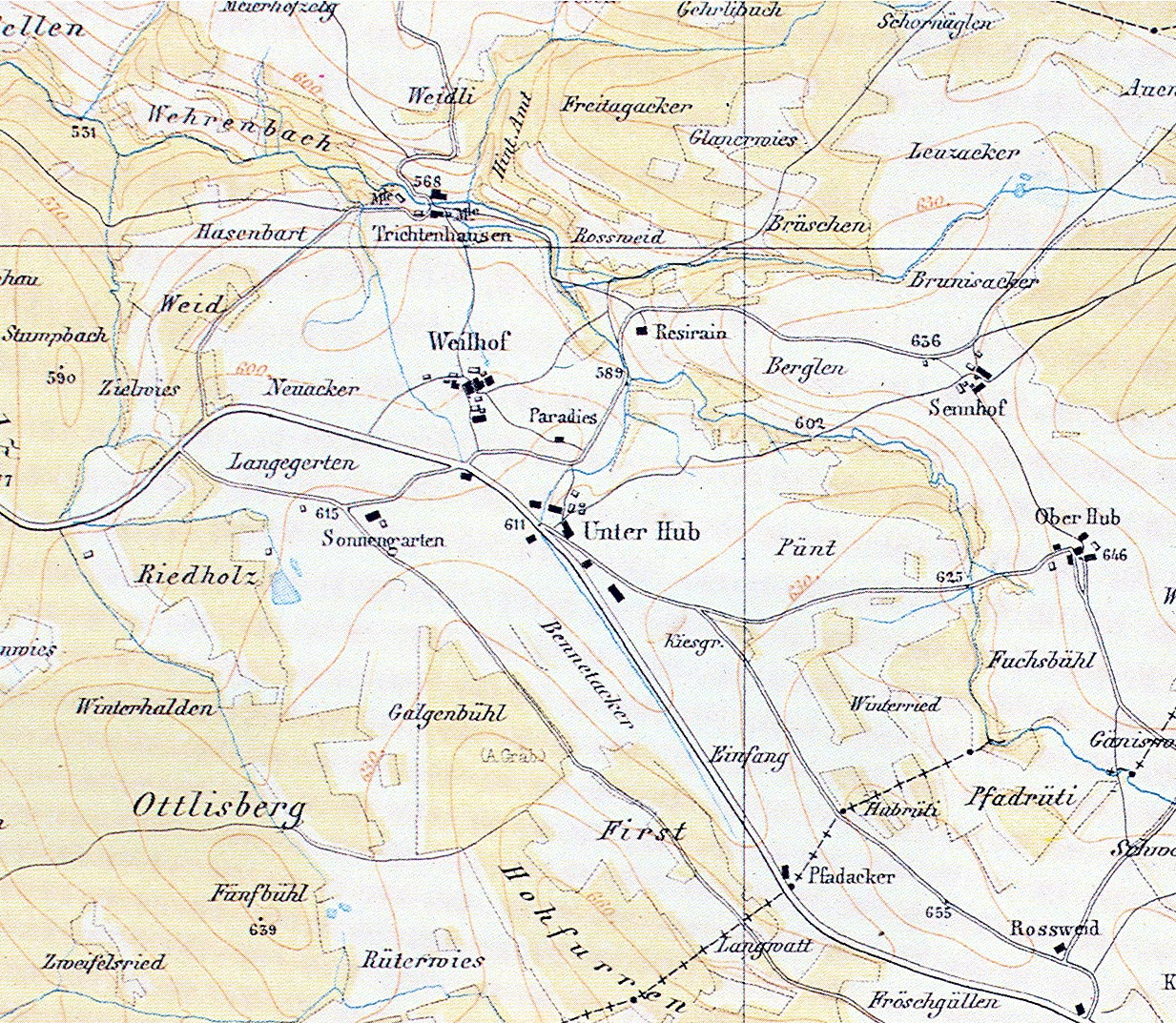
Zollikerberg auf der Wild-Karte von 1848
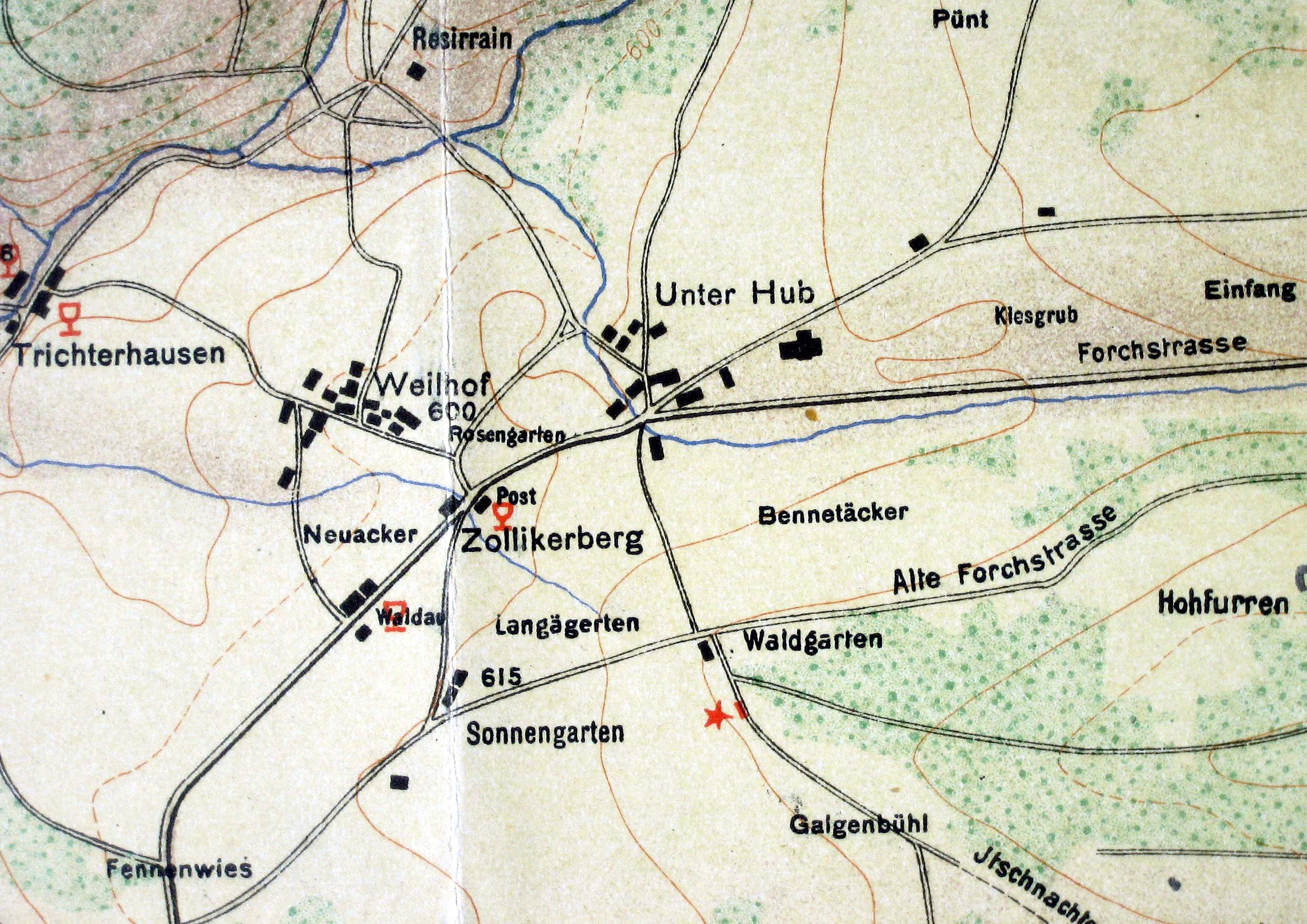
Wegkarte Zollikerberg, 1900
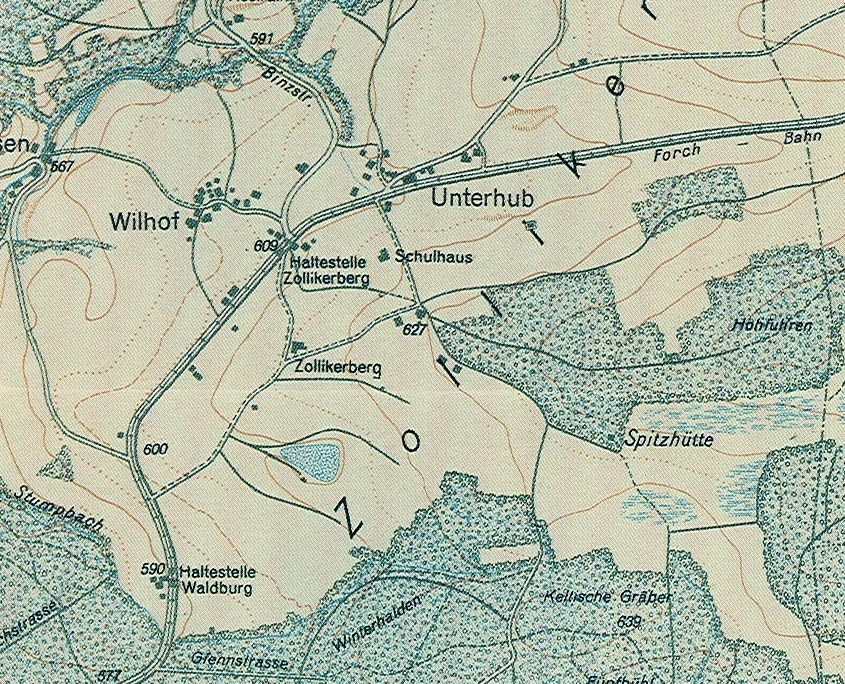
Zollikerberg auf der Wegkarte von 1919